# Jean-Auguste-Dominique Ingres
« Ingres » redirige ici. Pour les autres significations, voir Ingres (homonymie).
Jean-Auguste-Dominique Ingres /ʒɑ̃ ogyst dɔminik ɛ̃gʁ/, né le 29 août 1780 à Montauban et mort le 14 janvier 1867 à Paris, est un peintre français également excellent musicien — il fut second violon auprès de l'Orchestre de Toulouse — ce qui l'amena à se lier d'amitié avec les plus grands violonistes de son temps, Niccolo Paganini et Pierre Baillot.
Après un premier apprentissage à Montauban, sa ville natale, il devient à Paris élève de Jacques-Louis David. Lauréat en 1801 du Grand prix de Rome en peinture, il se rend en Italie en 1806 et y reste jusqu'en 1824. À son retour à Paris, il connaît une reconnaissance officielle, apparaissant comme le champion de la doctrine du beau et de la primauté du dessin sur la couleur, en opposition successive aux courants romantiques et réalistes. Nommé directeur de l'Académie de France à Rome, il y retourne de 1835 à 1842.
Ingres a d'abord et à plusieurs étapes de sa carrière vécu de ses portraits, peints ou dessinés. Réputé peu sociable, il fut souvent mal traité par la critique. Les tenants d'un style plus libre et d'une exécution plus rapide condamnaient sa manière tout comme les académiques, qui lui reprochaient notamment les déformations expressives qu'il faisait subir aux corps dans ses nus.

## Biographie

### Enfance et formation
Jean-Auguste-Dominique Ingres est né à Montauban, Tarn-et-Garonne, le 29 août 1780. Il est l'ainé des cinq enfants d'Anne Moulet et du peintre et sculpteur Jean-Marie-Joseph Ingres (1755-1814), qui favorise ses penchants artistiques, lui inculque les rudiments de son art et lui fait apprendre le violon.
Il entre en 1791 à l’Académie royale de Toulouse où il est formé par le peintre historique Jean Suau (1755-1841) et suit les cours du peintre Joseph Roques (1757-1847) et du sculpteur Jean-Pierre Vigan (1754-1829). Durant cette période, qu'il consacre au dessin, son excellente maitrise du violon lui permet de financer son existence en qualité de second violon de l’Orchestre du Capitole.
C'est en compagnie de Guillaume Roques (1778-1848), fils de son maître Roques, qu'il se rend à Paris, en 1796, pour étudier sous la direction de Jacques-Louis David, qui lui permettra de s’éloigner de son néo-classicisme en recherchant un idéal de beauté fondé sur de difficiles harmonies de lignes et de couleurs. Il peint le portrait d'amis ainsi que de l'astronome et explorateur Pierre-François Bernier, dont il a fait la connaissance à Montauban. Il fréquente le peintre Anne-Louis Girodet (1767-1824)  dans l'ancien couvent des Capucines où il a son atelier, et se lie d'amitié avec le sculpteur florentin Lorenzo Bartolini (1777-1850).
Deuxième finaliste du prix de Rome en 1800 grâce à Scipion et le fils d'Antiochus, Ingres remporte le prix de Rome en peinture d'histoire à sa seconde tentative en 1801 avec Les ambassadeurs d'Agamemnon (Beaux-Arts de Paris), mais il ne peut s'y rendre immédiatement, en raison des évènements politiques sous le consulat et du manque de financement. Il s'installe avec d'autres élèves de David à l'ancien couvent des Capucines où il peint principalement des portraits, entre autres celui de son père, aujourd'hui au musée Ingres-Bourdelle, et son Autoportrait à vingt-quatre ans (1804, Chantilly, musée Condé), caractérisés par des fonds bruns très davidiens, des poses des trois quarts et des regards perçants tournés vers le spectateur. Il dessine d'après des œuvres du Louvre, principalement des statues antiques.

### Premier séjour à Rome (1806-1820)

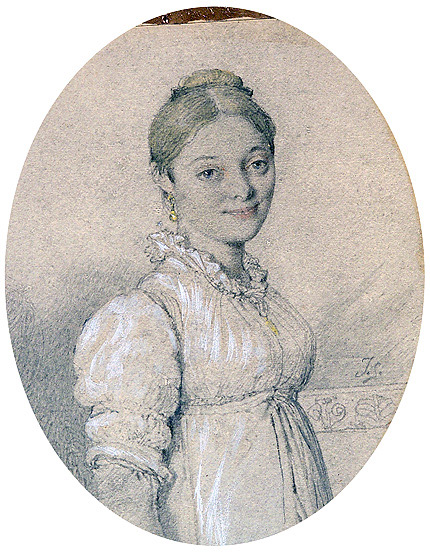
Portrait en médaillon de Julie Forestier, 1806, dessiné par son fiancé

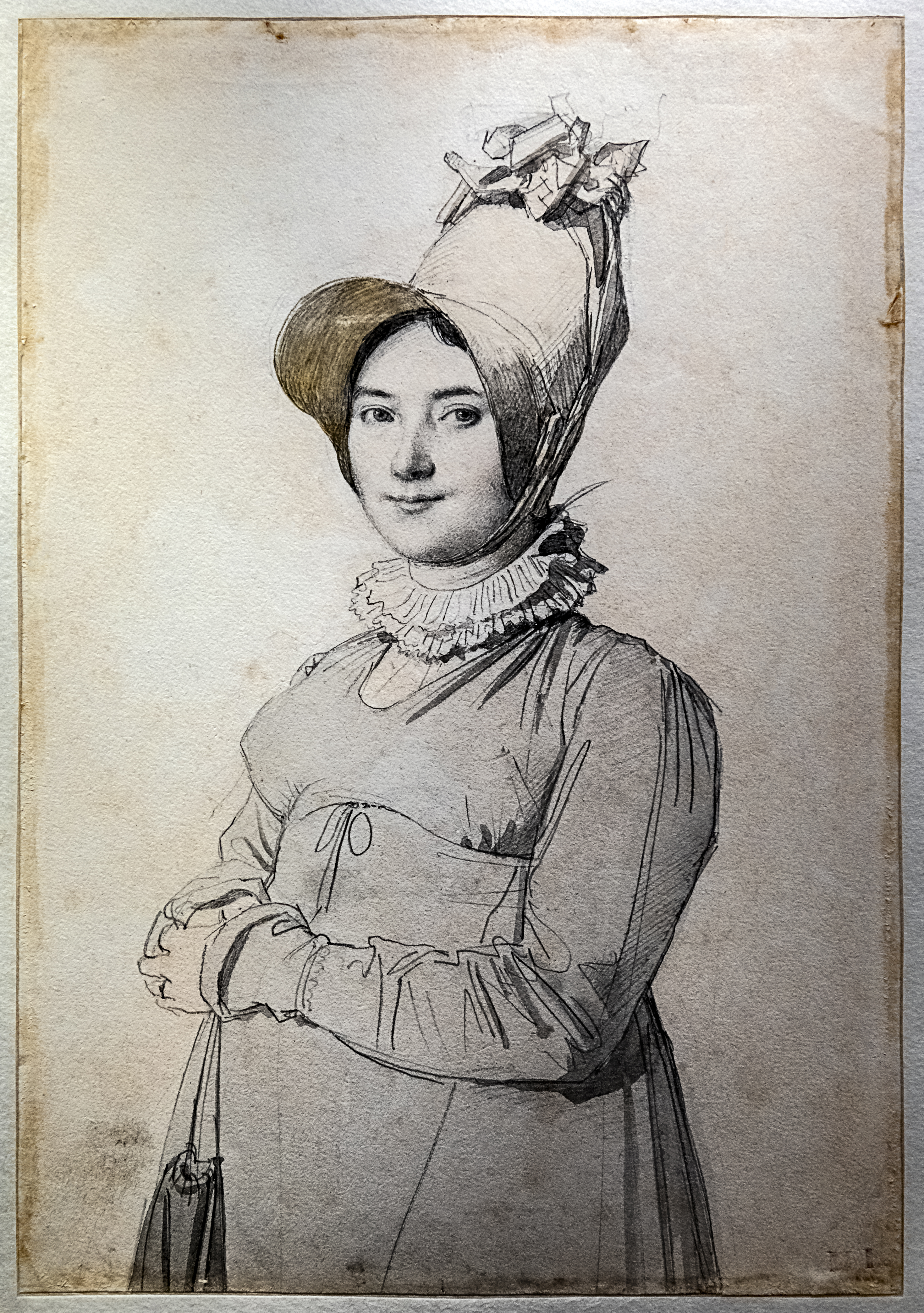
Madeleine Chapelle enceinte, 1814
Musée Ingres-Bourdelle

Ingres n'expose que des portraits au Salon de 1806 (Autoportrait à l'âge de vingt-quatre ans, portraits de Mme Rivière et de sa fille Caroline, Napoléon Ier sur le trône impérial), que la critique juge « secs » et « gothiques ».
En juin 1806, il se fiance avec l'artiste peintre française Marie-Anne-Julie Forestier, mais sa relation ne résiste pas à son absence après son départ pour l'Académie de France à Rome en septembre.
En 1806, Ingres découvre à Rome, Raphaël, son « Dieu » qu'il ne connaissait que par de médiocres gravures et qui l'inspirera sa vie durant, et le Quattrocento, qui marquent définitivement son style. Il visite fébrilement musées, palais et églises.
Avec une certaine lenteur qui lui est reprochée, il envoie les productions exigées de tout pensionnaire, dont La Baigneuse Valpinçon et un autre nu alangui très érotique, disparu, surnommé La Dormeuse de Naples à la suite de son achat rapide par Joachim Murat. Seul son Œdipe explique l'énigme du sphinx parait respecter les canons esthétiques de l'époque.
Ces années de travail sont les plus fécondes avec les nus, les paysages, les dessins, les portraits, agrémentés en arrière-plan de paysages romains, et les compositions historiques de format plus modeste retraçant des épisodes de la vie de personnages célèbres du Moyen Âge et de la Renaissance. Les portraits dessinés constituent l'essentiel de ses revenus. Ses modèles sont principalement de riches voyageurs effectuant le Grand Tour de l'Europe.
Il est en pleine possession de son art et son séjour à Rome est aussi l'occasion de tisser des liens amicaux avec les grands commis de l'administration impériale : le comte de Tournon et sa mère, Edme Bochet et sa sœur, Cécile Bochet, épouse  Henry Panckoucke, Hippolyte-François Devillers, le baron de Montbreton de Norvins. En France, cependant, ses toiles peintes en Italie ne plaisent pas. En 1810, à la fin de son séjour à la Villa Médicis, il décide donc de rester à Rome et de travailler pour l'administration impériale et la colonie française de Rome. Il s'installe près de l'église de la Trinité-des-Monts, où il peint Romulus, vainqueur d'Acron (1812) et Le Songe d'Ossian destinés au palais du Quirinal. Il peint encore Virgile lisant l'Énéide pour la Villa Aldobrandini du général Miollis.
Il se marie en 1813 avec Madeleine Chapelle (1782-1849), une jeune modiste venant de Guéret. En 1814, Madeleine tombe enceinte mais l'enfant, un garçon, meurt à la naissance. Au total, Ingres réalisa dix portraits de sa femme. Mais le plus célèbre tableau sur lequel elle apparait est Le Bain turc. Madeleine pose pour l'odalisque aux bras levés qui s'étire au premier plan. Le tableau a été réalisé en 1862, après la mort de Madeleine. Elle fut peinte d'après un croquis qu'Ingres avait réalisé en 1818. En 1850, il va à Châlons chez sa belle-mère pour connaître les lieux où sa femme a vécu, et y rencontre le notaire Louis Changy. Il semble y être retourné l'année suivante.
Il séjourne à Naples en 1814 afin d'effectuer un portrait de Caroline Murat.
À la chute de Napoléon Ier en 1815, il perd sa clientèle ; des difficultés économiques et familiales l’entraînent dans une période financièrement difficile pendant laquelle il peint, avec acharnement, tout ce qu’on lui commande, notamment des portraits, ce qu'il déteste mais réussit à merveille, ainsi que de petits tableaux historiques.
Il sollicite ses amitiés romaines et ses bonnes relations avec les Panckoucke et les Bochet lui présentent Charles Marcotte d'Argenteuil, ami de Jacques-Édouard Gatteaux, ami proche d'Ingres. Très vite, Charles Marcotte d'Argenteuil devient un proche du peintre, jusqu'à devenir un de ses principaux mécènes jusqu'à son décès en 1864. Après la mort de Madeleine, ce dernier ira même jusqu'à lui présenter sa nièce, Delphine Ramel, qu'Ingres épousera le 15 avril 1852. De ce mariage, viendra la décision d'acheter la maison de Meung-sur-Loire avec son nouveau beau-frère, Jean-François Guille, notaire et conseiller général du Loiret, où il se retirera tous les étés pour bénéficier de la douceur et de la lumière de la Loire.
Nombre de membres de la famille Marcotte seront de fidèles acheteurs, comme Philippe Marcotte de Quivières et ses frères Marcotte de Sainte-Marie et Marcotte de Genlis, le baron Charles Athanase Walckenaer, Alexandre Legentil et le baron Hubert Rohault de Fleury (tous deux initiateurs du projet de la basilique du Sacré-Cœur de Montmartre), Cécile Bochet, devenue madame Henry Panckoucke et baronne Morande-Forgeot, et le clan Ramel.
Présentés au Salon de 1819, sa Grande Odalisque et Roger et Angélique y sont mal reçus.

### Séjour à Florence (1820-1824)
Ses revenus diminuent encore du fait de la concurrence de Xavier Fabre dans le domaine du portrait dessiné. En 1820, il quitte Rome pour Florence où il réside jusqu'en 1824, appelé par son ami Lorenzo Bartolini, qu'il a connu dans l'atelier de David et dont il partage l'atelier malgré une tension permanente entre les deux hommes. Il y étudie Raphaël, les Anciens et les Grecs. Il obtient alors la commande du Vœu de Louis XIII pour la cathédrale Notre-Dame-de-l'Assomption de Montauban, grâce à son ami avocat à Montauban, Jean-françois Gilibert, revenu au pays.

### Reconnaissance officielle (1824-1835)
Il trouve finalement le succès en France avec son Vœu de Louis XIII exposé au Salon de 1824, où l'influence de Raphaël semble évidente. Il apparait alors comme le tenant du classicisme face aux Massacres de Scio de Delacroix, exposés au même salon. Il reçoit à partir de 1824, honneurs et commandes officielles : il reçoit la Légion d'honneur, est reçu à l'Institut de France et accueille de nombreux élèves dans son atelier. Il accepte en 1829 de devenir professeur à l'École des Beaux-Arts, mais entend désormais se consacrer principalement à de grandes commandes.
Homère déifié est l'une de ses premières commandes d'État, destinée au plafond d'une des nouvelles salles ouverte au Louvre et présenté au Salon de 1827.
Il peint de moins en moins de portraits dont il a horreur, mais en 1833, il expose le Portrait de Mme Ducaucey (1807) et le Portrait de Monsieur Bertin (1832) au Salon, qui surprend tout le monde. L'année suivante, le duc d'Orléans lui commande Stratonice.

### Second séjour romain (1835-1841)
L'accueil mitigé de la critique et du public, de sa dernière peinture d'histoire Le Martyre de saint Symphorien exposée au Salon de 1834, l'affecte particulièrement. Il décide de ne plus exposer au Salon et repart à Rome fin novembre. Il accepte la direction de l'Académie de France à Rome, où il reste jusqu'en 1841, et où il est considéré comme ayant été un bon directeur.
En 1839, le prince royal acquiert Œdipe explique l'énigme du sphinx. La réception enthousiaste de Stratonice par le prince royal le conduit à commander son portrait avant même le retour d'Ingres en France.

### Paris (1841-1867)

Le Bain turc (1862), huile sur toile,, Paris, musée du Louvre.

De retour à Paris, il peint à nouveau des portraits et reçoit à nouveau des commandes de grandes œuvres décoratives (DP).
Après la mort du prince royal  le 13 juillet 1842, Louis-Philippe lui commande les cartons des vitraux de l'Église Notre-Dame-de-Compassion de Paris et Jésus parmi les docteurs pour la chapelle privée du château de Bizy (Montauban, musée Ingres Bourdelle). Deux ans plus tard, il réalise les cartons des vitraux du transept de la chapelle royale de Dreux.
En 1843, il accepte l'invitation du duc Honoré Théodoric d'Albert de Luynes de venir s'installer pendant plusieurs mois par an pour peindre, en vis à vis, deux immenses compositions – L'Âge d'Or et L'Âge de Fer – sur les murs de la salle de bal de son château de Dampierre. Au bout de cinq ans, découragé à la suite de la mort de son épouse en 1849, il y renonce, laissant L'Âge d'Or inachevé, et sans avoir commencé L'Âge de Fer. Quand il est à Paris, il se consacre principalement au portrait, souvent avec l'aide de collaborateurs.
En 1846, il expose onze œuvres à l'exposition des Artistes au Bazar Bonne-Nouvelle, dont Stratonice, Œdipe explique l'énigme du sphinx qui appartient à la duchesse d'Orléans, le Portrait de la vicomtesse d'Haussonville et Paolo et Francesca, propriété de Lancelot-Théodore Turpin de Crissé.
En 1848, la révolution de février chasse Louis-Philippe du trône. Son épouse meurt en 1849 ; il se remarie en 1852 avec la prude Delphine Ramel.
En 1853, il fait l'acquisition d'une résidence dans la commune de Meung-sur-Loire (département du Loiret), où il fait des séjours réguliers jusqu'en 1866.
Il décore le salon de la Paix de l'Hôtel de ville de Paris, avec une Apothéose de Napoléon Ier de cinq mètres de diamètre (disparue pendant l'incendie de l'édifice lors de la Commune de Paris), présentée dans la salle entière qui lui est consacrée lors de l'exposition universelle de 1855.
Appelé, le 25 mai 1862, à faire partie du Sénat impérial, il y vote jusqu'à sa mort conformément aux vœux du pouvoir. Il est élevé à la dignité de grand officier de la Légion d'honneur le 14 novembre 1855. Il est également élevé au rang de commandeur de l'ordre de Léopold en Belgique le 5 octobre 1866
Il réalise dès lors une importante série de toiles religieuses et achève Jésus parmi les docteurs, restée inachevée à la chute de la monarchie de Juillet. Mais, dans cette période tardive, il se révèle surtout dans le genre du nu. Il achève la Vénus Anadyomène commencée à Rome en 1807-1808, qui est refusée par Benjamin Delessert et entre dans la collection Frédéric Reiset. L'année suivante, il achève avec ses élèves Paul Balze et Alexandre Desgoffe, La Source (musée d'Orsay), commencée à Florence en 1820. Il réalise enfin Le Bain turc, qu'il vend quelques semaines avant sa mort à Khalil Chérif Pacha, le sulfureux propriétaire, entre autres, de L'Origine du monde de Gustave Courbet.

### Mariages
Ingres épouse à Rome le 4 décembre 1813, Madeleine Chapelle (28 octobre 1782 - 27 juillet 1849), dont il peint le portrait en 1815.
Veuf, il se remarie le 15 avril 1852 avec Delphine Ramel (Paris, 26 décembre 1808 - Paris, 11 mai 1887), dont il peint le portrait en 1859.

### Mort et hommages
Il meurt le  14 janvier 1867 au 11, quai Voltaire dans le 7e arrondissement de Paris, où une plaque lui rend hommage. Il est enterré à Paris au cimetière du Père-Lachaise (23e division).
Conformément à la volonté de l'artiste de léguer à sa ville natale de Montauban une grande partie de ses dessins (4 500), ainsi que certains objets personnels, le musée Ingres (devenu aujourd'hui le musée Ingres-Bourdelle) ouvre ses portes au milieu du XIXe siècle, dans l'enceinte de l'ancien palais épiscopal de Montauban. Armand Cambon, Montalbanais élève d'Ingres, fut son exécuteur testamentaire et le premier conservateur du musée.
Henry Lapauze (1867-1925), historien d'art spécialiste d'Ingres, conservateur du Petit Palais à Paris, mais surtout président du comité Ingres, organise en octobre 1913 avec la municipalité de Montauban les festivités en hommage à Ingres et de l'inauguration du musée Ingres : de nombreuses célébrités littéraires et artistiques entouraient Alfred Roll, président de la Société nationale des beaux-arts, et Léon Bérard, sous-secrétaire d'État aux beaux-arts. Un poème de Daniel Lesueur intitulé Ingres de Montauban sera dit par Louis Brémont.
Dominique Ingres fut aussi excellent violoniste ce qui lui permit de financer ses etudes de dessin : il fut deuxième violon de l’Orchestre du Capitole de Toulouse. De ce loisir est née l’expression « violon d’Ingres » dès la fin du XIXe siècle dans l’entourage de Théophile Gauthier.
Une avenue du 16e arrondissement de Paris porte son nom.

## Distinctions
- membre correspondant de l'Académie des Beaux-Arts (1823) ;
- membre de l'Académie des Beaux-Arts (1825) ;
- chevalier (1825), puis officier (1833), puis commandeur (1845), puis grand-officier (1855) de la Légion d'honneur ;
- professeur à l'École des Beaux-Arts, à Paris (1829) ;
- directeur de la Villa Médicis, à Rome (1835-1841) ;
- vice-président (1849), puis président (1850) de l'École des Beaux-Arts ;
- Sénateur du Second Empire (1862-1867), il siège parmi les soutiens au régime impérial[24].
- Pour le Mérite

## Ingres et les Orléans

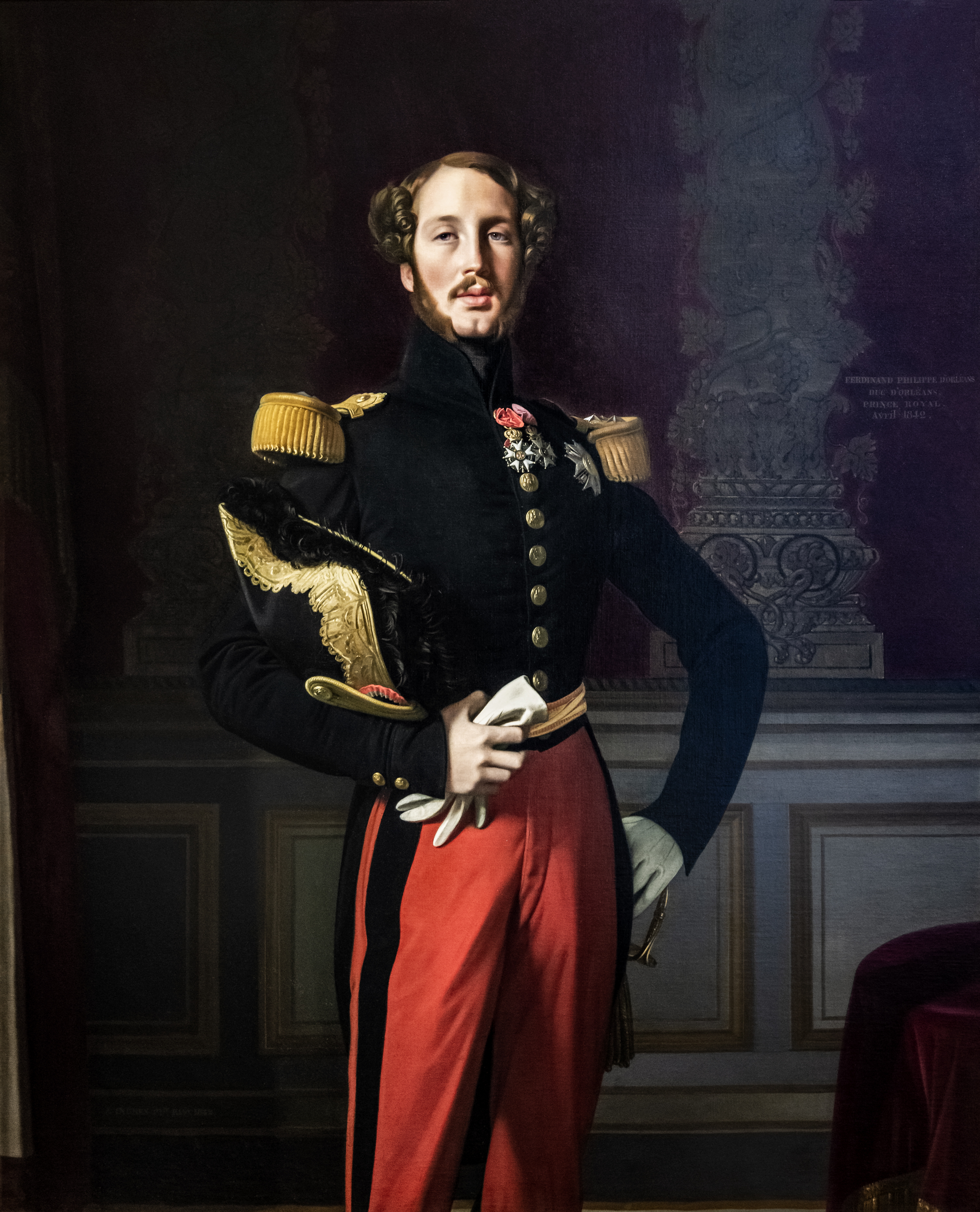
Portrait de Ferdinand-Philippe d'Orléans, musée du Louvre RF 2005-13

Il semble qu'Ingres se réjouit de la révolution de 1830, mais il refuse les commandes au début du règne de Louis-Philippe, s'estimant mal traité. Le 23 novembre 1835, Adolphe Thiers lui propose les six tableaux pour l'église de la Madeleine, qu'il refuse. Seul Ferdinand-Philippe d'Orléans, le prince royal, le soutient. Grand mécène, il achète Œdipe explique l'énigme du sphinx, ce qui flatte le peintre, et lui commande la Stratonice et son portrait, alors que la famille royale pose devant Franz Xaver Winterhalter.
À la mort accidentelle du prince, le roi et la reine lui commandent les vitraux de la chapelle Notre-Dame de-la-Compassion, dont quatorze grandes figures en pied à grandeur d'exécution pour la manufacture de Sèvres. En 1842, Louis-Philippe lui commande un tableau pour la chapelle du château de Bizy, Jésus parmi les docteurs (musée Ingres Bourdelle, Montauban). L'aquarelle préparatoire est offerte à Louise-Fernande de Bourbon, duchesse de Montpensier, au moment de son mariage en 1846. L'année suivante, le prince Antoine d'Orléans (1824-1890), duc de Montpensier, lui commande une copie de Virgile lisant l'Énéide.
Henri d'Orléans (1822-1897), couramment désigné sous son titre de duc d'Aumale, fils du roi Louis-Philippe, également l'un des premiers bibliophiles et collectionneurs d'art  de son époque, acquiert plusieurs œuvres du peintre.
Il achète Stratonice 92 000 francs à la vente du prince Demidoff en 1863, par l'intermédiaire d'Édouard Bocher. En 1867-1870, il tente d'acquérir le grand dessin Homère déifié (Musée du Louvre). En 1879, il acquiert en bloc la collection des quarante tableaux de Frédéric Reiset, dont trois chefs-d'oeuvre de l'artiste : Autoportrait à l'âge de vingt-quatre ans, Portrait de Mme Duvaucey et Vénus anadyomène.
Les princes de la maison d'Orléans lui restent attachés en raison principalement de ses liens avec le défunt prince royal.

## Style
Ingres se détache du néo-classicisme par la subordination de la forme à l'expression, simplifiant ou déformant l'anatomie pour se rapprocher de l'expression du caractère individuel (DP). Il s'oppose aussi à l'enseignement officiel sur la nature du beau idéal. Pour l'Académie, celui-ci se traduit par un jeu de proportions canoniques, et la profondeur du savoir du peintre s'obtient par la connaissance de l'anatomie artistique, tandis qu'Ingres réprouve l'étude de l'intérieur du corps humain au profit de l'observation fine de la morphologie, qui aboutit à représenter non pas un idéal générique, mais celui correspondant à l'individualité du modèle, et pratique la simplification des formes, condamnant la représentation du détail à l'intérieur du modelé (DP).

## Réception critique par quelques contemporains
« M. Ingres soulève contre lui les intelligences médiocres ; il en est de sa nature comme du caractère des hommes supérieurs qu'un défaut de concession aux usages de la société travestit en orgueilleux ou en sauvage », écrit Charles Lenormant.

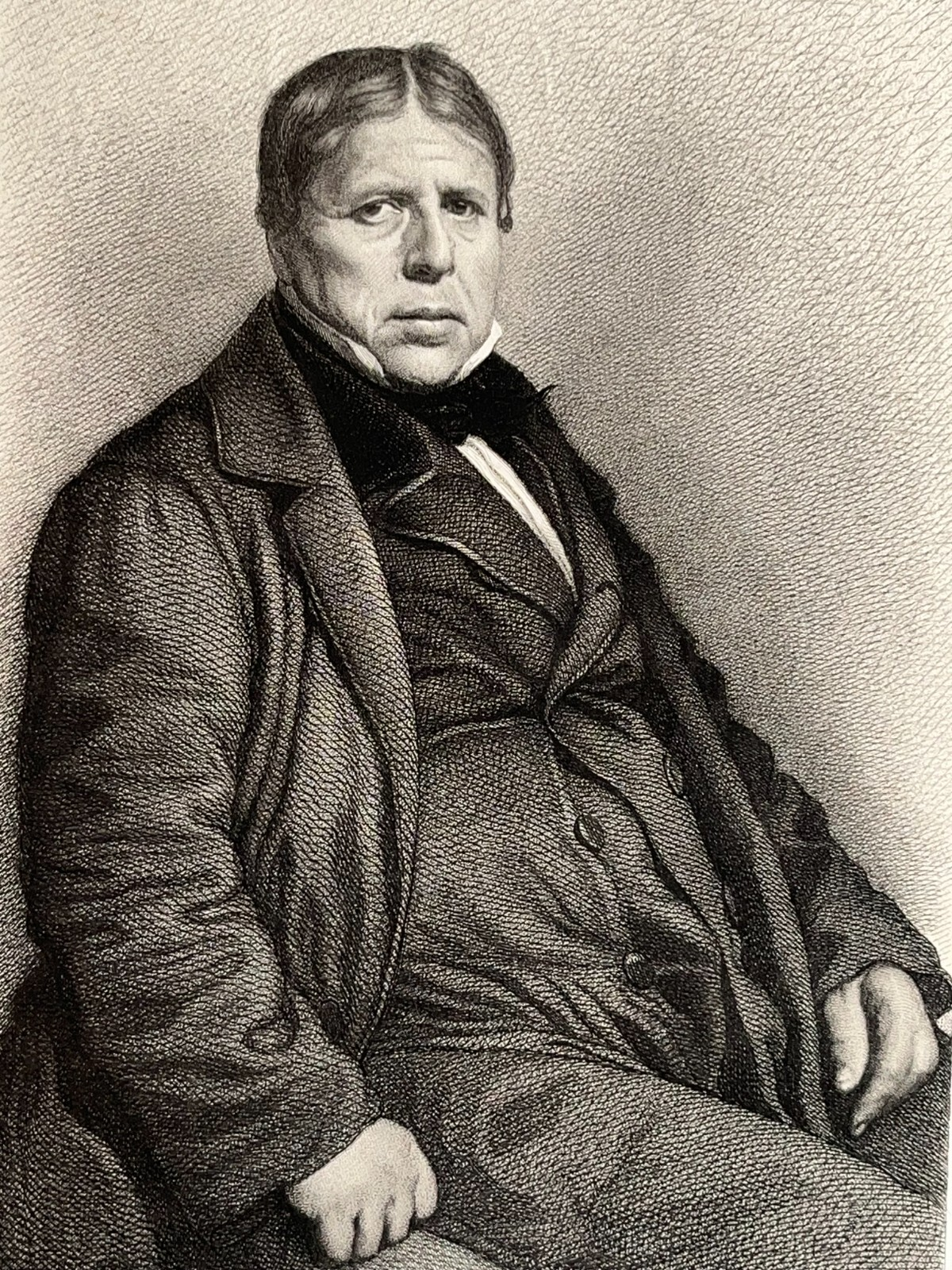
Portrait gravé d'Ingres par Masson

Eugène Delacroix a d'abord applaudi Ingres ; il s'est montré, dans ses écrits, respectueux, voire admirateur de son ainé. Son Journal, publié après sa mort, le montre parfois satisfait de lui, mais après quarante ans de concurrence dans les Salons et les commandes publiques, plus polémique, lui reprochant son « goût mêlé d’antique et de raphaëlisme bâtard », auquel il dit préférer encore celui de l'École de David entendant sans doute par là que Ingres commet l’erreur de « se [croire] semblable à Raphaël en singeant certains gestes, certaines tournures qui lui sont habituelles ».
Charles Baudelaire , grand admirateur de Delacroix, a plusieurs fois formulé le reproche que : « Le grand défaut de M. Ingres […] est de vouloir imposer à chaque type qui pose sous son œil un perfectionnement plus ou moins complet […] emprunté au répertoire des idées classiques. » Lorsque Ingres entreprend de peindre « un modèle grand, pittoresque, séduisant », il tombe « victime d’une obsession qui le contraint sans cesse à […] altérer le beau », à « [ajouter] quelque chose à son modèle […] par impuissance de le faire à la fois grand et vrai . » Il reconnait aussi ses réussites : le primat du dessin et l'art du portrait, "un genre dans lequel il a trouvé ses plus grands et légitimes succès.
Vincent van Gogh écrivait à son frère Théo : « Un Ingres, un David, des peintres dont vraiment la peinture n’est pas toujours belle, combien ils deviennent intéressants, quand mettant de côté leur pédantisme, ils s’oublient à être vrais, à rendre un caractère. »
Edmond de Goncourt, volontiers cinglant, dénigrera le tableau Bain antique vu à l’exposition Khalil-Bey de 1867 en évoquant : « une mêlée de corps mannequinés, avec des disproportions presque caricaturales, une assemblée de sauvagesses de la Terre de Feu, découpées dans du pain d’épice, des corps qui retournent à la primitivité embryonnaire des premières académies de l’art. » Quelque vingt ans plus tard, son avis n’a pas changé : « Et les pauvres petites misérables mines de plomb de M. Ingres, est-ce de l’art assez gringalet à côté des préparations de La Tour, de la préparation de Chardin […]! »
En revanche, Édouard Manet affirmait que « dans notre siècle, M. Ingres avait été le maître des Maîtres » et vouait une grande admiration à La Source, tableau de 1856.
Paul Gauguin écrit à propos de Ingres que « cette froideur apparente qu’on lui reproche cache une chaleur intense, une passion violente. » Il admire chez le maître « un amour des lignes […] grandiose, et une recherche de la beauté dans sa véritable essence, la forme. »

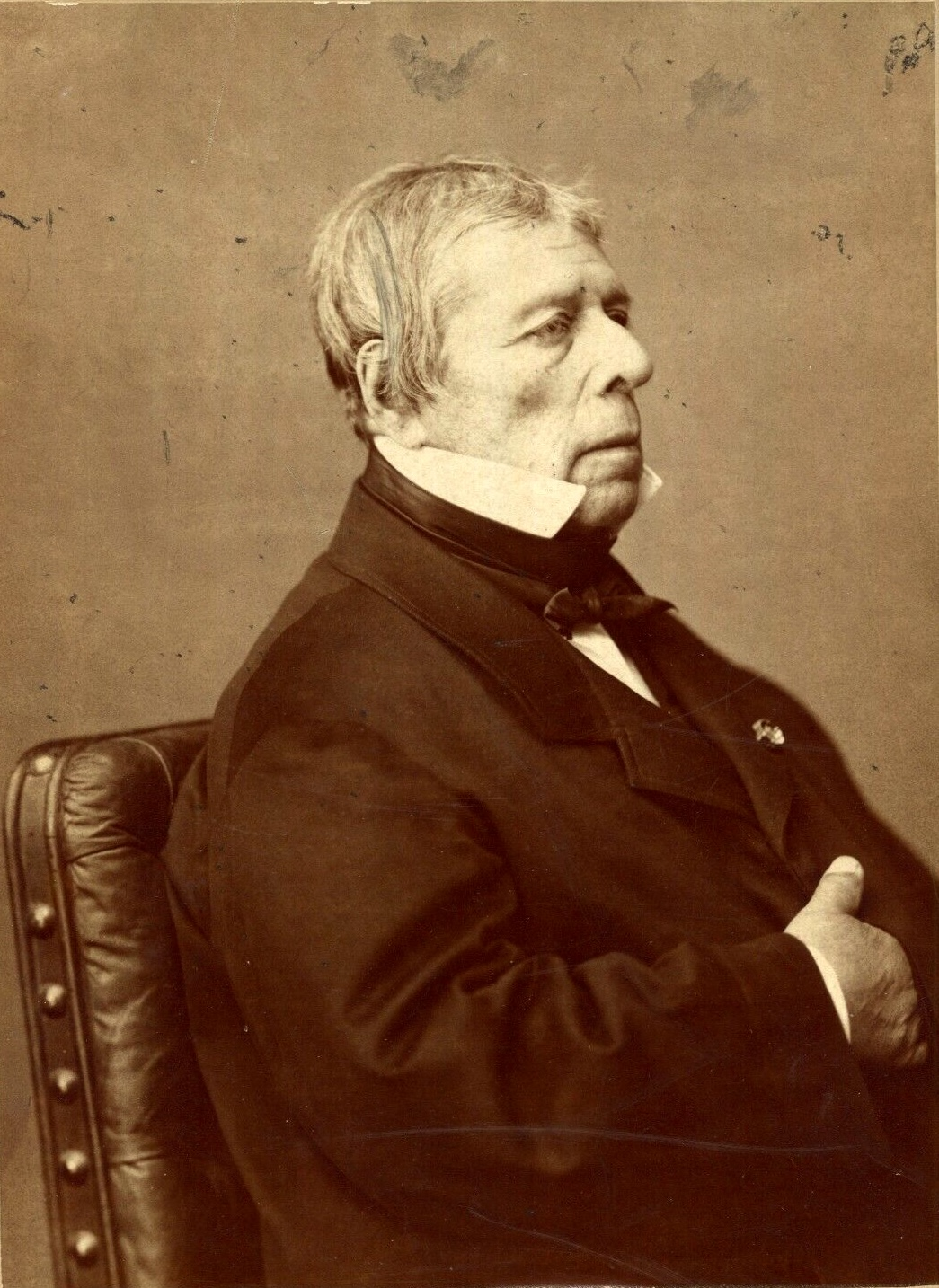
Portrait photographique d'Ingres

## Postérité

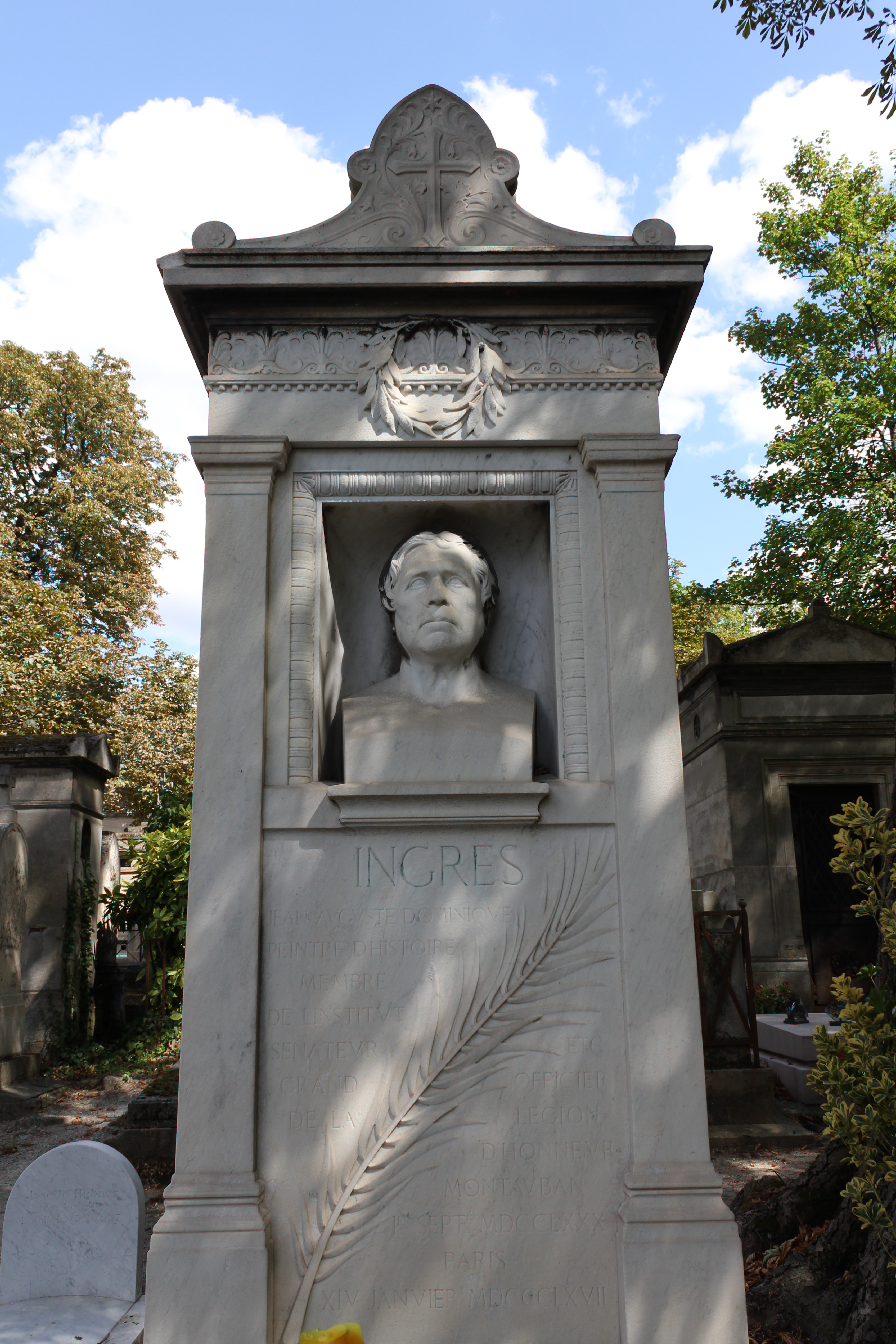
Tombe d'Ingres à Paris au cimetière du Père-Lachaise. Buste réalisé par Jean-Marie Bonnassieux (1810-1892).

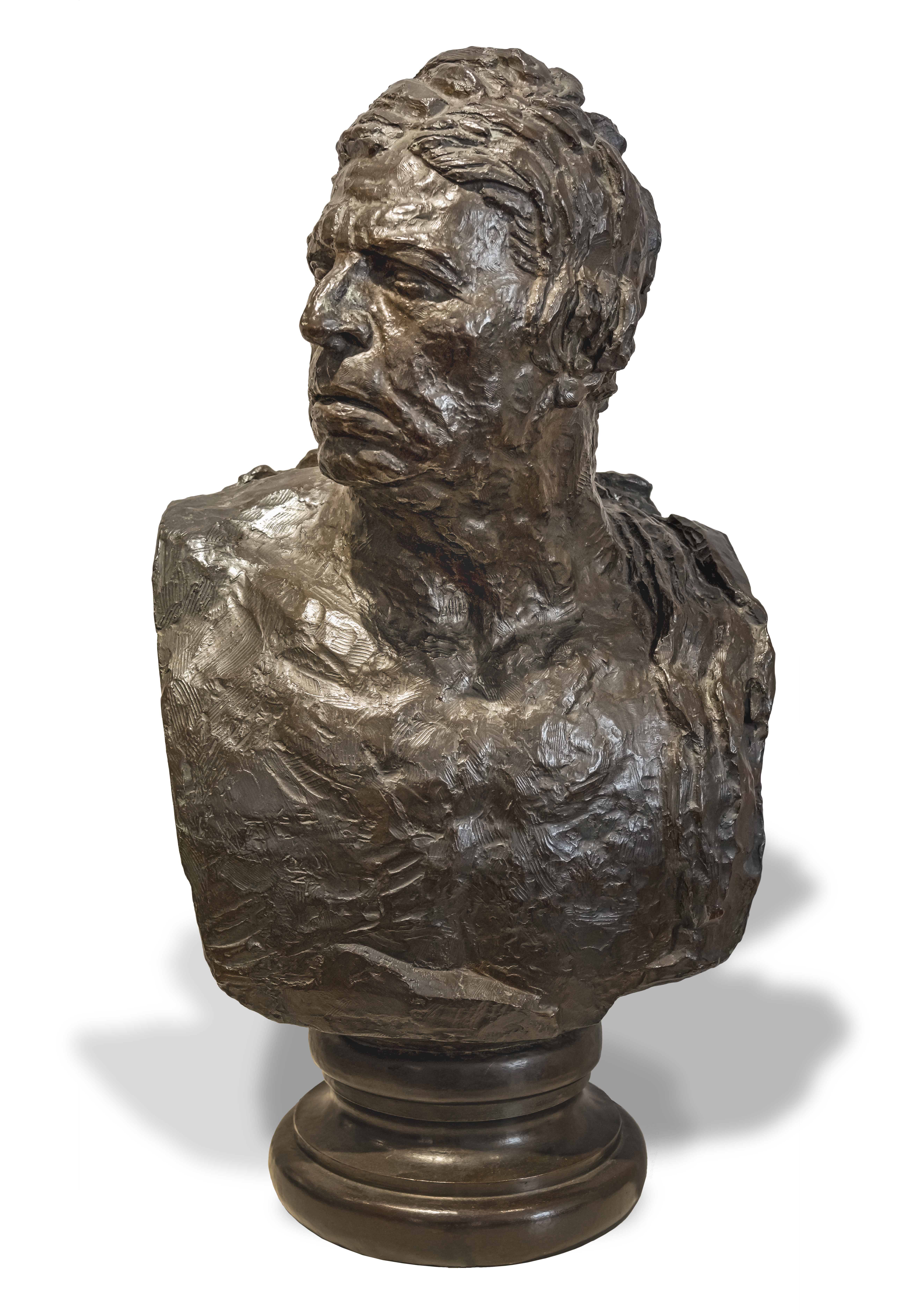
Antoine Bourdelle, Buste de Jean-Auguste-Dominique Ingres (1908), musée Ingres-Bourdelle.

Des courants hostiles aux principes qu'Ingres défendait marquent la génération qui le suit. Peu de ses peintures sont exposées. Celles qui sont au musée du Louvre y sont entrées après sa mort. Son influence croît à la fin du XIXe siècle alors que les jeunes peintres tentent de se dégager de l'influence de leurs prédécesseurs impressionnistes.
Son influence se ressent cependant dans la peinture académique[réf. souhaitée] et jusque chez les impressionnistes comme Auguste Renoir, lequel qualifie de « période ingresque » la manière de ses œuvres de 1881 à 1889.
Edgar Degas, élève de Louis Lamothe, élève d'Hippolyte Flandrin, disciple d'Ingres, ne cache pas son admiration pour le maître. Il a possédé près de vingt tableaux du peintre.
Au XXe siècle, Pablo Picasso fait plusieurs fois référence à son œuvre avec, en particulier, une Grande odalisque d’après Ingres peinte en 1907 et déclare : « Il est notre maître à tous »[réf. nécessaire]. Il trouve dans Ingres « la simplification des formes et la pureté du trait ».
Henri Matisse se réfère à sa « couleur presque compartimentée et entière », notant qu'il fut le premier à « utiliser des couleurs franches, sans les dénaturer ».
Dans un autre genre, Man Ray lui rend hommage sur le thème des nus féminins de dos dans son célèbre Violon d’Ingres (vers 1920), photographie d’une modèle dénudée sur laquelle il a dessiné les ouïes de l’instrument de musique.
D’autres artistes contemporains, dont Martial Raysse, font référence à ses peintures les plus célèbres. On peut aussi citer Gérard Collin-Thiébaut et son œuvre Ingres, La Grande Odalisque, Transcription, un puzzle en carton de 69 × 84 cm, de 1 500 pièces, réalisé en 2008.
Ingres est l'un des artistes les plus cités dans les compositions interpicturales du peintre péruvien Herman Braun-Vega,. Ce dernier lui consacre d'ailleurs une exposition tout entière en 2006 à l'occasion de l'année Ingres.

## Élèves
Ingres a formé plus de trois cents élèves, parmi lesquels : 
- Sophie Allart
- Amaury-Duval (1808-1885) ;
- Louis Adolphe Besnard, peintre ;
- Victor Bodinier (né en 1798), en 1828 ;
- Clément Boulanger ;
- Louis-Jean-Baptiste Bourdon (1808-1875) ;
- Jérôme Cartellier (1813-1892), en 1832
- Romain Cazes ;
- Henri de Chacaton (1813-1886) ;
- Benoît Chancel (1819-1891)
- Auguste Charpentier (1813-1880) ;
- Théodore Chassériau ;
- Auguste Chavard (1810-1885)
- Alexandre Desgoffe (1805-1882)
- Alphonse Louis Dulong (1811-1890) ;
- Michel Dumas (1812-1885), en 1834[46] ;
- Antoine Étex (1808-1888)[47] ;
- Hippolyte Flandrin (1829-1864), à Rome ;
- Paul Flandrin (1811-1902)
- Charles Gaugiran Nanteuil (1811-1901) ;
- Anton Hansmann (né en 1821), de 1841 à 1850 ;
- Émile Hirsch ;
- Aloïs Hunin (1808-1855), peintre belge
- Ange-Louis Janet (1811-1872), dès 1833, peintre ;
- Louis Janmot  (1814-1892), en 1833 ;
- François Henri Alexandre Lafond (1815-1901), de 1830 à 1838 ;
- Claudius Lavergne (1815-1887), à Rome à partir de 1834 ;
- Louis-Victor Lavoine (1808-1861) ;
- Georges Lefrançois (1805-1839), avec qui il fait le voyage de Paris à Rome en décembre 1834 ;
- Alexandre Mauvernay ;
- Charles Nègre, peintre puis photographe ;
- Frédéric Peyson[48] ;
- Charles Porion ;
- Clément Pruche, caricaturiste ;
- Charles Adolphe Richard-Cavaro ;
- Eugène Roger (1807-1840) ;
- Louis Adolphe Salmon (1806-1895)[49] ;
- Alexandre Joseph de Steuben (1814-1862) ;
- Marcel Verdier (1817-1856) ;
- Charles Vernier (1813-1892) ;
- Jules-Claude Ziegler (1804-1856), peintre, céramiste et photographe, de 1826 à 1836[50].

## Principales œuvres picturales

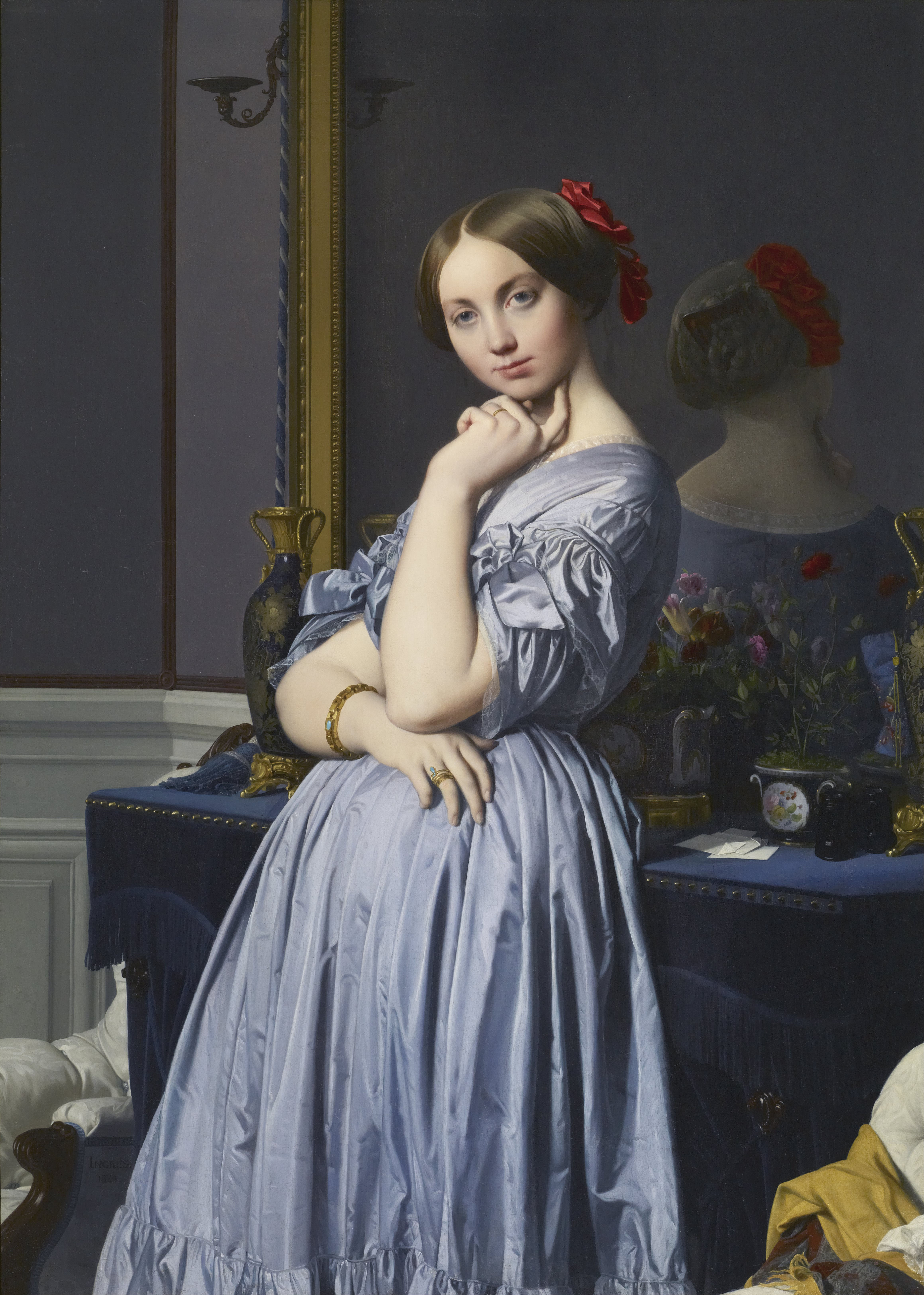
Louise de Broglie, Comtesse d’Haussonville (1845), huile sur toile,, New York, The Frick Collection.

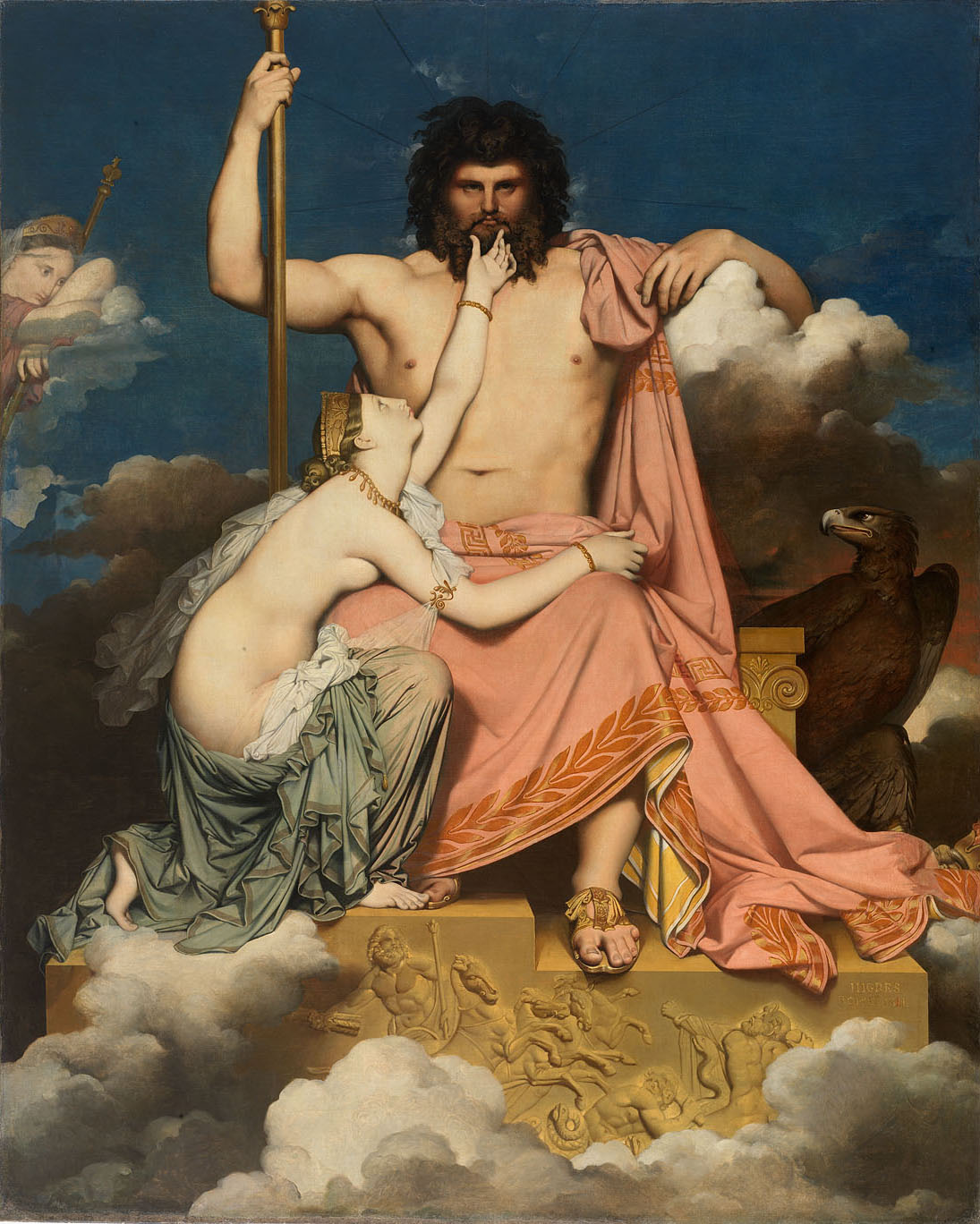
Jupiter et Thétis (1811), huile sur toile,, Aix-en-Provence, musée Granet.

Son œuvre recouvre essentiellement trois genres, la peinture d’histoire, principalement exécutées lors de son séjour italien, les portraits et les nus féminins.
- Autoportrait à vingt-quatre ans (1804), Chantilly, musée Condé[1].
- Bonaparte, Premier Consul (1804), Liège, La Boverie[51].
- Napoléon Ier sur le trône impérial, ou Sa Majesté l'Empereur des Français sur son trône (1806), Paris, musée de l'Armée[52].
- Portrait de Madame Devaucey (1807), Chantilly, musée Condé[53].
- Œdipe explique l'énigme du sphinx (étude de 1808, reprise en tableau en 1827), huile sur toile, 189 × 144 cm, Paris, musée du Louvre[54].
- Vénus Anadyomène (1808-1848), Chantilly, musée Condé[55].
- La Grande Baigneuse, dite Baigneuse Valpinçon (1808), huile sur toile, 146 × 97 cm, Paris, musée du Louvre[56].
- Portrait de Madame Panckoucke ou Madame Henry Panckoucke (1811), huile sur toile, Paris, musée du Louvre[57].
- La Grande Odalisque (1814), huile sur toile, 91 × 162 cm, Paris, musée du Louvre[58].
- Portrait de Madame de Senonnes (1814), Nantes, musée des Beaux-Arts[59].
- Françoise de Rimini (1814), Chantilly, musée Condé[60].
- Le Duc d'Albe à Sainte-Gudule à Bruxelles, 105 × 82 cm, Montauban, Musée Ingres-Bourdelle.
- François Ier reçoit les derniers soupirs de Léonard de Vinci (1818), 40 × 50,5 cm, Paris, Petit Palais[61].
- Paolo et Francesca (1819), 48 × 39 cm, musée des Beaux-Arts d'Angers[62].
- Entrée à Paris du dauphin, futur Charles V (1821), Hartford, Wadsworth Atheneum[63].
- L'Apothéose d'Homère (1827), huile sur toile, 386 × 512 cm, Paris, musée du Louvre[64].
- Don Pedro de Tolède baisant l'épée d'Henri IV, 36 × 28 cm, Paris, musée du Louvre[65].
- Portrait de monsieur Bertin (1832), Paris, musée du Louvre[66].
- Edme Bochet (1811), huile sur toile, 94 × 69 cm, Paris, musée du Louvre[67].
- Le Vœu de Louis XIII (1824), Montauban, cathédrale Notre-Dame-de-l'Assomption[68].
- Portrait du comte Louis-Mathieu Molé (1834), huile sur toile, 147 × 114 cm, Paris, musée du Louvre[69].
- Le Martyre de saint Symphorien (1834), huile sur toile, 407 × 339 cm, Autun, cathédrale Saint-Lazare.
- La Maladie d'Antiochius, ou Antiochius et Stratonyce (1840), Chantilly, musée Condé[70].
- L'Odalisque à l'esclave (1842), huile sur toile, 72 × 100 cm, Cambridge, Fogg Art Museum[71].
- La Comtesse d'Haussonville (1845), huile sur toile, 132 × 92 cm, New York, The Frick Collection[72].
- Betty de Rothschild, baronne James de Rothschild (1848), huile sur toile, 141,9 × 101 cm, collection privée.
- L'Arétin et l'envoyé de Charles Quint (1848), huile sur toile, 41,5 × 32,5 cm, Lyon, musée des Beaux-Arts[73].
- L'Odyssée, huile sur toile, 61 × 65 cm, Lyon, musée des Beaux-Arts.
- Madame Moitessier (1851), huile sur toile, 146 × 103 cm, Washington, National Gallery of Art.
- Madame Moitessier assise (1856), huile sur toile, 120 × 92 cm, Londres, National Gallery[74].
- Le Bain turc (1859-1862), huile sur bois, 108 × 110 cm, Paris, musée du Louvre[75].

## Dessins
Ingres attache au dessin une grande importance et déclarait à ce sujet : « Une chose bien dessinée est toujours assez bien peinte. » La galerie de portraits réalistes qu’il laisse, constitue un miroir de la société bourgeoise de son temps, de l’esprit et des mœurs d’une classe à laquelle il appartient et dont il trace les vertus et les limites. Ingres s’intéresse beaucoup à la texture des vêtements et des étoffes (velours, soie, satin, cachemire…) qu’il intègre dans ses œuvres afin de noter la classe sociale du personnage. Il s’inspire, à ses débuts, de l'esthétique de l’art grec, avant de se tourner vers une approche plus souple des courbes et des drapés. Ingres n'hésitait pas à accentuer l'anatomie de ses modèles pour atteindre son idéal de beauté ; ainsi, il rajouta trois vertèbres à sa Grande Odalisque (DP).
- Paris, Beaux-Arts de Paris[77] : 
  - Hector et Andromaque (?), graphite et lavis gris, H. 0,353; 0,510 m[78]. Il est d'usage de considérer ce dessin comme une étude pour l'épreuve du concours du prix de Rome de 1801 dont le sujet est les adieux d'Hector et d'Andromaque. Cette composition traduit sa formation dans l'atelier de Jacques-Louis David.
  - Feuille de croquis, plume, encre brune sur calque brun. H. 0,200 ; L. 0,179 m[79]. Alors pensionnaire de l'Académie de France à Rome, Ingres réalise ces croquis qui témoignent d'un projet d'envoi, une représentation d'Hercule et les Pygmées. Il délaisse cette idée pour une Vénus anadyomène, puis pour Jupiter et Thétis.
  - Etude de figures, plume, encre brune sur calque. H. 0,057 ; L. 0,087 m[80]. Ce dessin pourrait être une première pensée pour Œdipe expliquant l'énigme du Sphinx, peint en 1808 comme envoi de Rome. C'est à la plume, d'un trait rapide, qu'Ingres traçait les premières lignes d'une composition.
  - Intérieur de l'église Sainte-Praxède à Rome, graphite, plume, encre brune, aquarelle, gouache et rehauts d'or. H. 0,254 ; L. 0,184 m[81]. Cette ambitieuse aquarelle reflète l'éblouissement d'Ingres lors de son séjour à Rome entre 1806 et 1820. Il y représente plus particulièrement la chapelle Saint-Zénon, avec son riche décor de mosaïque, témoignant de son goût pour le genre historique et pour l'architecture des premiers siècles de la chrétienté.
  - Etude de jeune homme nu assis [Raphaël peignant sur des tableaux de son maître], graphite. H. 0,360 ; L. 0, 270 m[82]. Cette feuille est une esquisse pour un des tableaux qui devaient composer un cycle sur la vie de Raphaël, jamais achevé. Cette étude fut exécutée d'après un modèle vivant dans lequel Ingres avait sans doute vu l'incarnation du type raphaélesque.
  - Etude de drapé pour Jésus remettant à saint Pierre les clefs du Paradis, pierre noire et rehauts de craie sur calque brun. H. 0,348 ; L. 0, 223 m[83]. Cette étude est à rattacher à l'abondante série de dessins préparatoires exécutés par Ingres pour ce tableau. La disposition des plis présente des similitudes avec le manteau de saint Paul placé derrière Jésus dans l'œuvre définitive.
  - Femme nue couchée et études de têtes et de bras, graphite. H. 0,210 ; L. 0,343 m[84]. Verso: reprise de la même figure par transparence. La position de la femme nue n'est pas sans rappeler celle des allégories de huit villes au sein de l'Apothéose de Napoléon Ier, peinte au plafond du salon de l'Empereur dans l'ancien hôtel de ville à Paris (brûlé en 1871). Cette feuille témoigne du retour d'Ingres au thème des odalisques vers 1854, et de ses recherches à la fois réalistes et idéalisées du corps.
  - Portrait de madame Leblanc, graphite. H. 0,295 ; L. 0,220 m[85]. Inscription en bas à droite: offert à Madame Leblanc par son très humble serviteur Ingres. Ce portrait est traditionnellement identifié comme étant celui de sa destinataire, Françoise Leblanc (1788-1839). Cette hypothèse est étayée par la dédicace et la comparaison du visage avec d'autres portraits, notamment celui réalisé par Ingres et conservé au Metropolitan Museum of Art à New-York.
  - Portrait de madame Ingres, née Madeleine Chapelle, cousant, graphite. H. 0,151 ; L. 0,125 m[86]. C'est à la dérobée qu'Ingres observe sa femme dans cette étude, livrant un rare exemple de portrait intime. Marie-Madeleine Chapelle, qui était modiste, est ici saisie dans une mise en page qui n'est pas sans évoquer la peinture hollandaise du Siècle d'or, et notamment La Dentellière de Johannes Vermeer.
  - L'Iliade, graphite. H. 0,312 ; L. 0,214[87]. Cette feuille est une étude pour la figure de l'Iliade, assise à la droite d'Homère dans l'Apothéose d'Homère, qui était à l'origine un plafond réalisé pour le musée Charles X. Pour cette figure précise, Ingres s'inspira vraisemblablement d'un relief votif antique reproduit par Galestruzzi dans une estampe dont il possédait un exemplaire.
  - Etude pour le vœu de Louis XIII, pierre noire, graphite et rehauts de craie blanche[88]. Cette étude de tête et de bras d'enfant est à rattacher aux recherches menées par Ingres pour Le vœu de Louis XIII, recherches exigeantes sur la forme, reprise et perfectionnée.
  - Etude de draperies: deux variantes pour les plis d'un manteau, graphite. H. 0,353 ; L. 0,231 m[89]. Cette double étude de draperie fait partie du corpus des dessins préparatoires au Martyre de saint Symphorien, et montre les recherches du peintre pour le mouvement du manteau de saint Symphorien. Pour sa composition peinte, Ingres privilégie l'étude d'après le modèle vivant, multipliant les dessins préparatoires où chaque figure et drapé sont étudiés avec soin.
  - Saint Philippe, graphite. H. 0,400 ; L. 0,171 m[90]. Et Sainte Radegonde, graphite. H. 0,372 ; L. 152 m[91]. Ces deux études sont préparatoires aux vitraux de la chapelle commémorative Saint-Ferdinand bâtie pour rendre hommage au duc d'Orléans, fils de Louis-Philippe et Marie-Amélie de Bourbon, mort en 1842, et à un vitrail de la chapelle royale de Dreux consacrée à sainte Radegonde, épouse de Clotaire Ier. La fabrication des vitraux, d'après les cartons d'Ingres, fut confiée aux peintres verriers de la manufacture de Sèvres.
  - Feuille d'études, plume sur papier vergé. H. 0,152 ; L. 0,114 m[92]. Verso : figure drapée à mi-corps à la plume, encre brune. Ce dessin rapide à la plume évoque la figure de Jupiter chevauchant un aigle qui apparaît dans l'aquarelle collée sur cuivre La Naissance de la dernière muse (Louvre), présentée au Salon de 1859.
  - Autoportrait de l'artiste à la fin de sa vie, graphite. H. 0,194 ; L. 0,147[93]. Ce dessin est à rapprocher de trois de ces autoportraits peints au cours de la dernière décennie de sa vie et notamment celui de 1859 conservé au Fogg Art Museum, conçu comme un pendant de celui de sa femme Delphine Ramel. La pose choisie est empruntée à l'Autoportrait à l'âge de 63 ans de Rembrandt.
- Orléans, musée des Beaux-Arts : 
  - Jean Charles Auguste Simon, dit Simon fils (23 septembre 1802- 23 septembre 1803), pierre noire, estompe et rehauts de craie banche sur papier vélin crème, 40,8 x 35,9 cm[94].
  - Jean Charles Auguste Simon, dit Simon fils, 1806, crayon de graphite-antimoine sur papier vélin crème, 26,9 x 21,5 cm[95].

## Vitrail

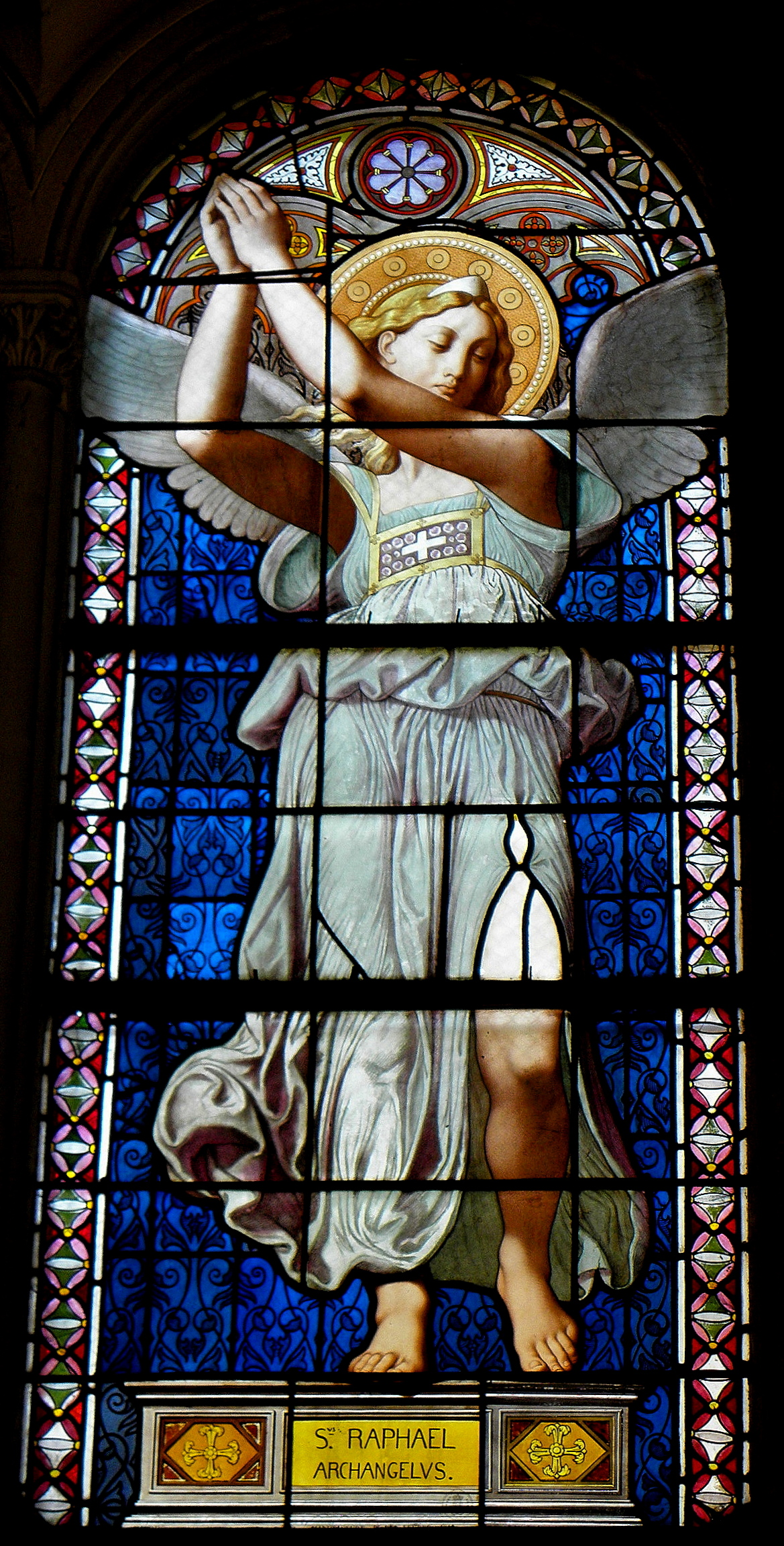
Saint Raphaël, Notre-Dame-de-Compassion.

Après la mort accidentelle du prince d’Orléans le 13 juillet 1842, le roi et la reine décident d'élever une chapelle sur les lieux de l'accident, la chapelle Saint-Ferdinand, aujourd'hui église Notre-Dame-de-Compassion de Paris. Ils chargent Ingres de la réalisation de l'ensemble des vitraux. Ce dernier réalise dix-sept cartons en moins de deux mois, dont quatorze grandes figures en pied à grandeur d'exécution pour la manufacture de Sèvres.
Très satisfait, Louis-Philippe lui commande dès juillet 1843, neufs cartons pour la chapelle royale de Dreux. Il en réalise sept pour 7 000 francs.
Le duc d'Aumale lui commande une suite de vitraux pour la chapelle du château de Chantilly en octobre 1847 qui ne sera jamais réalisée.
Lorsqu'en septembre 1847, les cartons de ses différents vitraux sont exposés au musée du Luxembourg, les critiques condamnent la ressemblance des visages des saints avec ceux de la famille royale, le journal légitimiste L'Ami de la religion évoquant« une espèce de canonisation usurpée ». Les médiévistes lui reprochent le fait que les études soient grises, un vitrail devant être coloré, en verre épais. Ils ne comprennent pas ce nouvel art du vitrail, loant tout au mieux le dessin du maître. Ingres réalise un tour de force en réalisant ces vitraux avec une rapidité d'exécution inhabituelle et une variété stupéfiante dans les compositions.
Les figures ont très variées dans leurs attitudes et compositions. Elles présentent toutes un même fond bleu, sont dignes et hiératiques, à l'exception de l'archange Raphaël, à la silhouette dansante, représenté dans un geste d'orant, les mains au-dessus de la tête.
Ces commandes conduisent Ingres à s'intéresser à l'art du vitrail, travaillant avec les maîtres verriers de la manufacture de Sèvres, collaborant avec Louis Robert, directeur de l'atelier de peinture, l'amenant à apporter une contribution majeure au renouveau de l'art du vitrail au XIXe siècle et à l'élaboration d'une nouvelle école du vitrail.

## Galerie

Œuvres de Jean-Auguste-Dominique Ingres
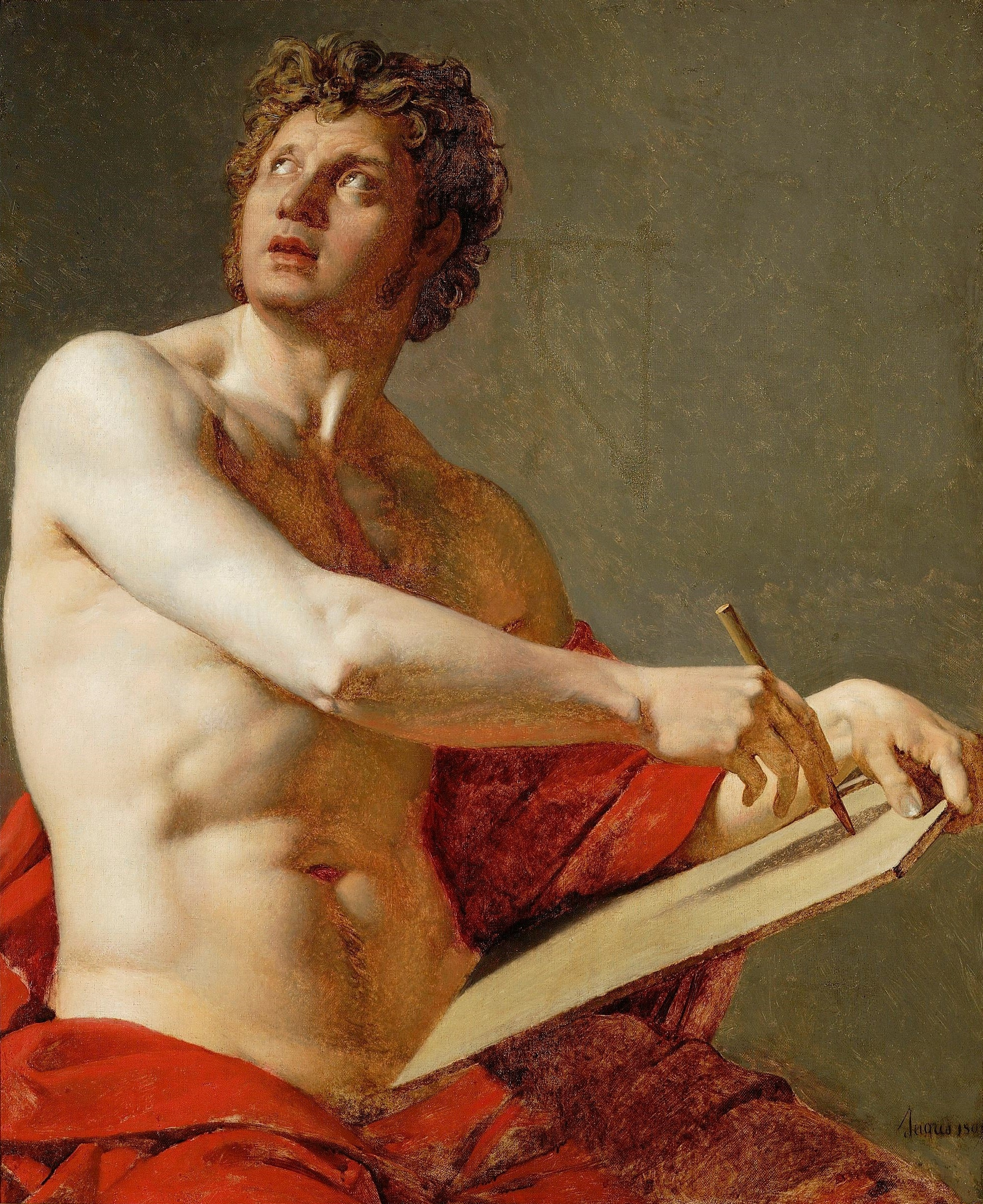
L'Étude académique d'un torse masculin (1801), huile sur toile, 97,5 × 80,6 cm, Varsovie, musée national.
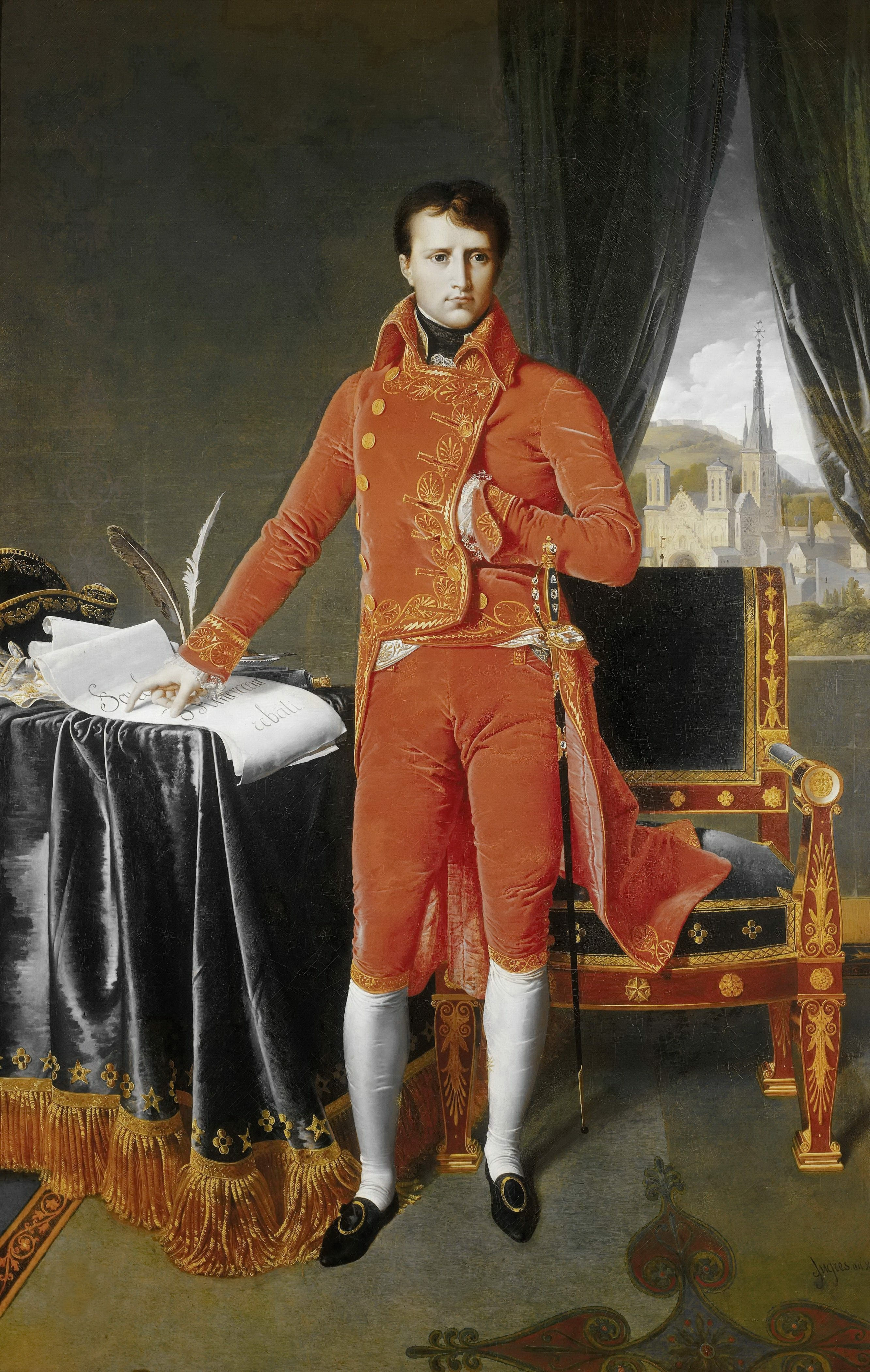
Bonaparte, Premier Consul (1803-1804), huile sur toile, 226 × 144 cm, Liège, La Boverie.
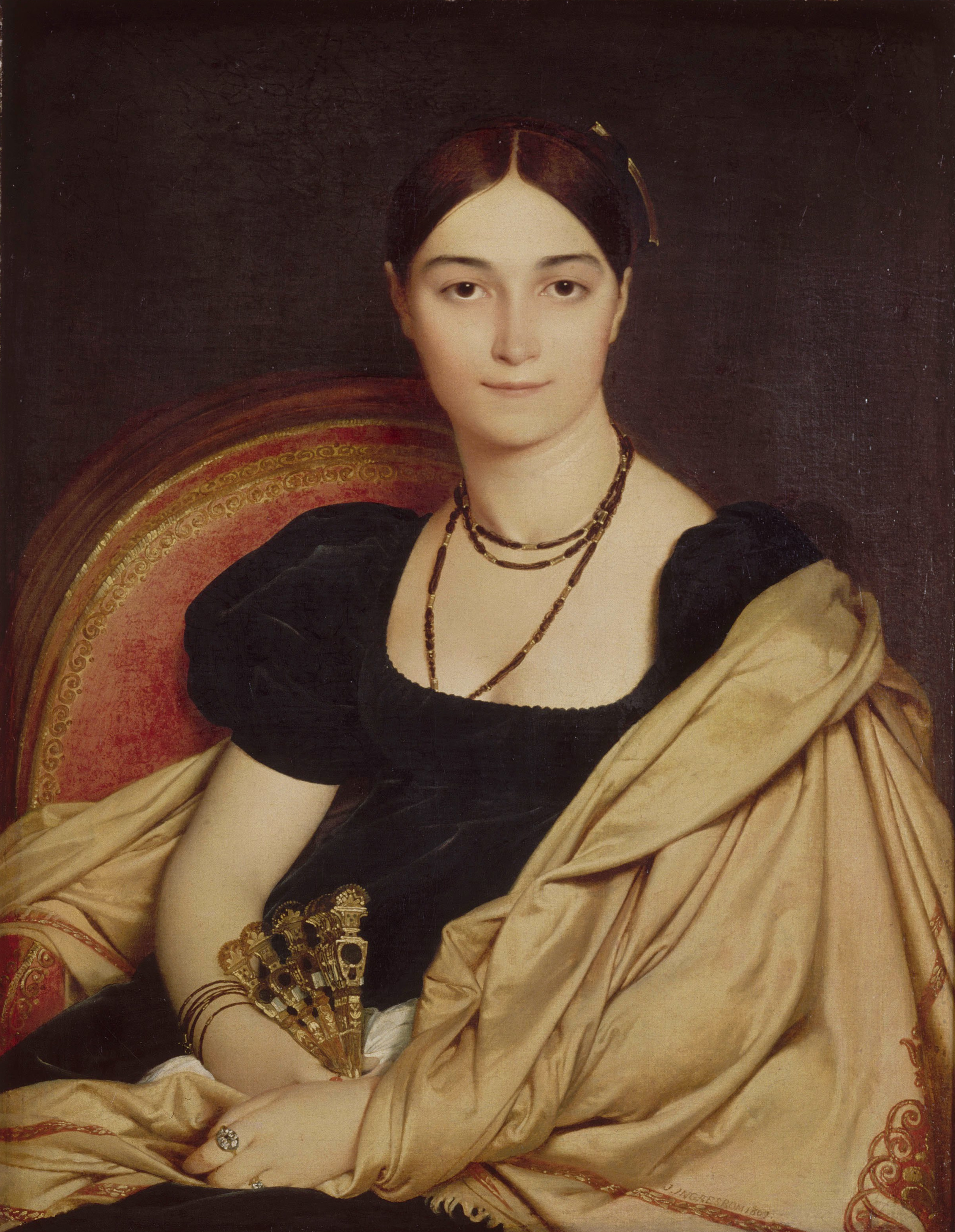
Portrait de Madame Duvaucey (1807), huile sur toile, 76 × 59 cm, Chantilly, musée Condé.
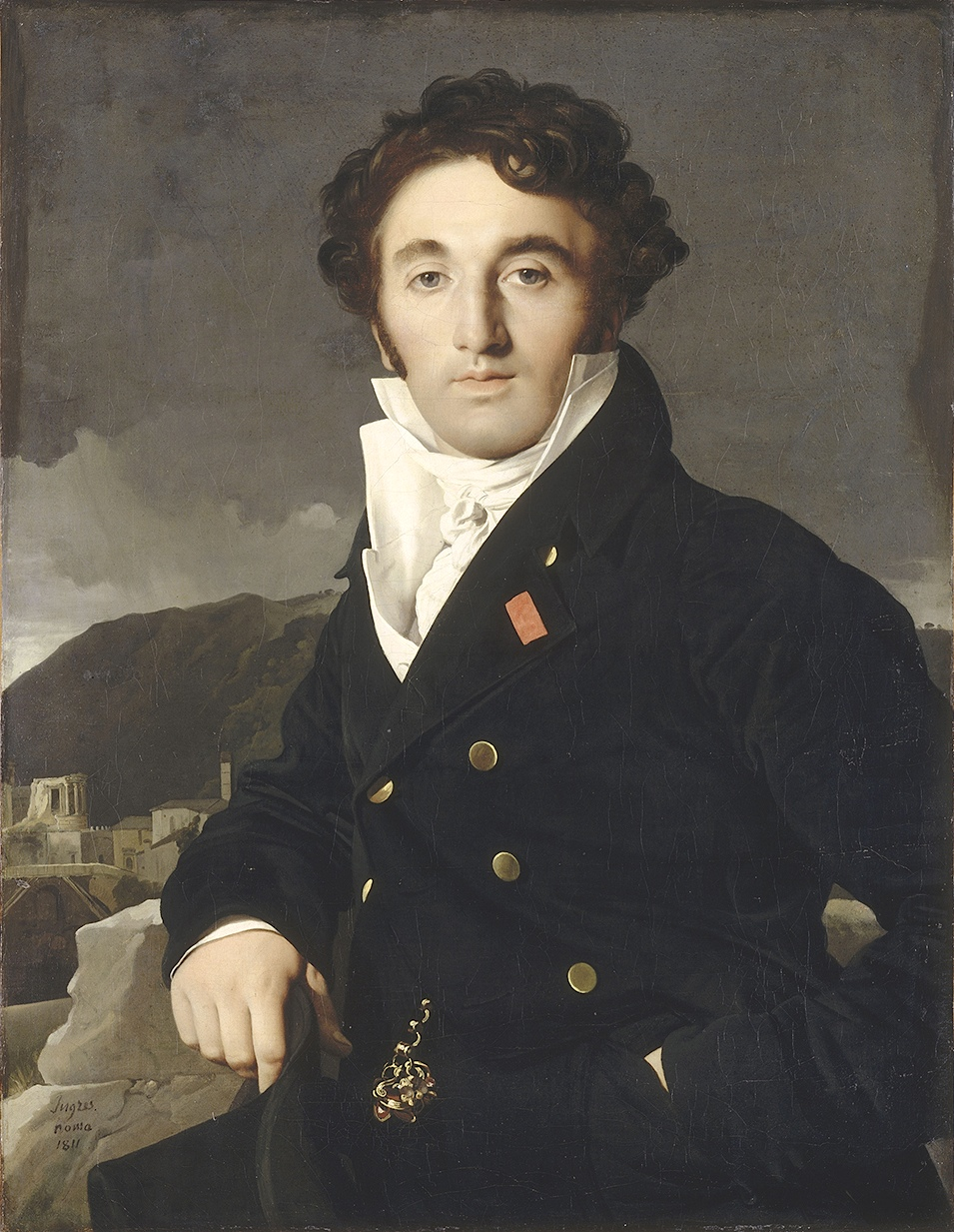
Portrait de Charles-Joseph-Laurent Cordier (1811), huile sur toile, 90 × 69,5 cm, Paris, musée du Louvre.
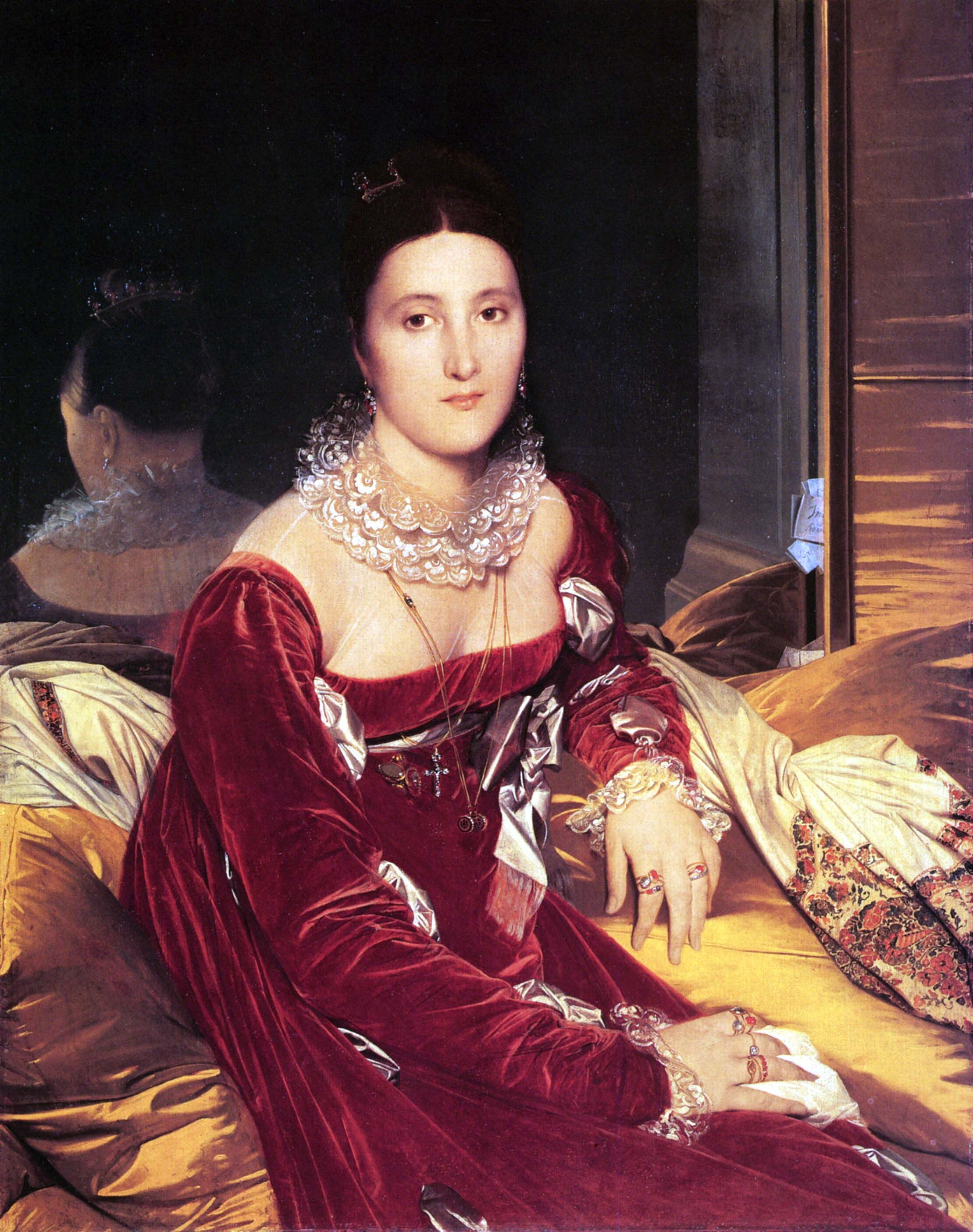
Portrait de Madame de Senonnes (1814), huile sur toile, 106 × 84 cm, Nantes, musée des Beaux-Arts.
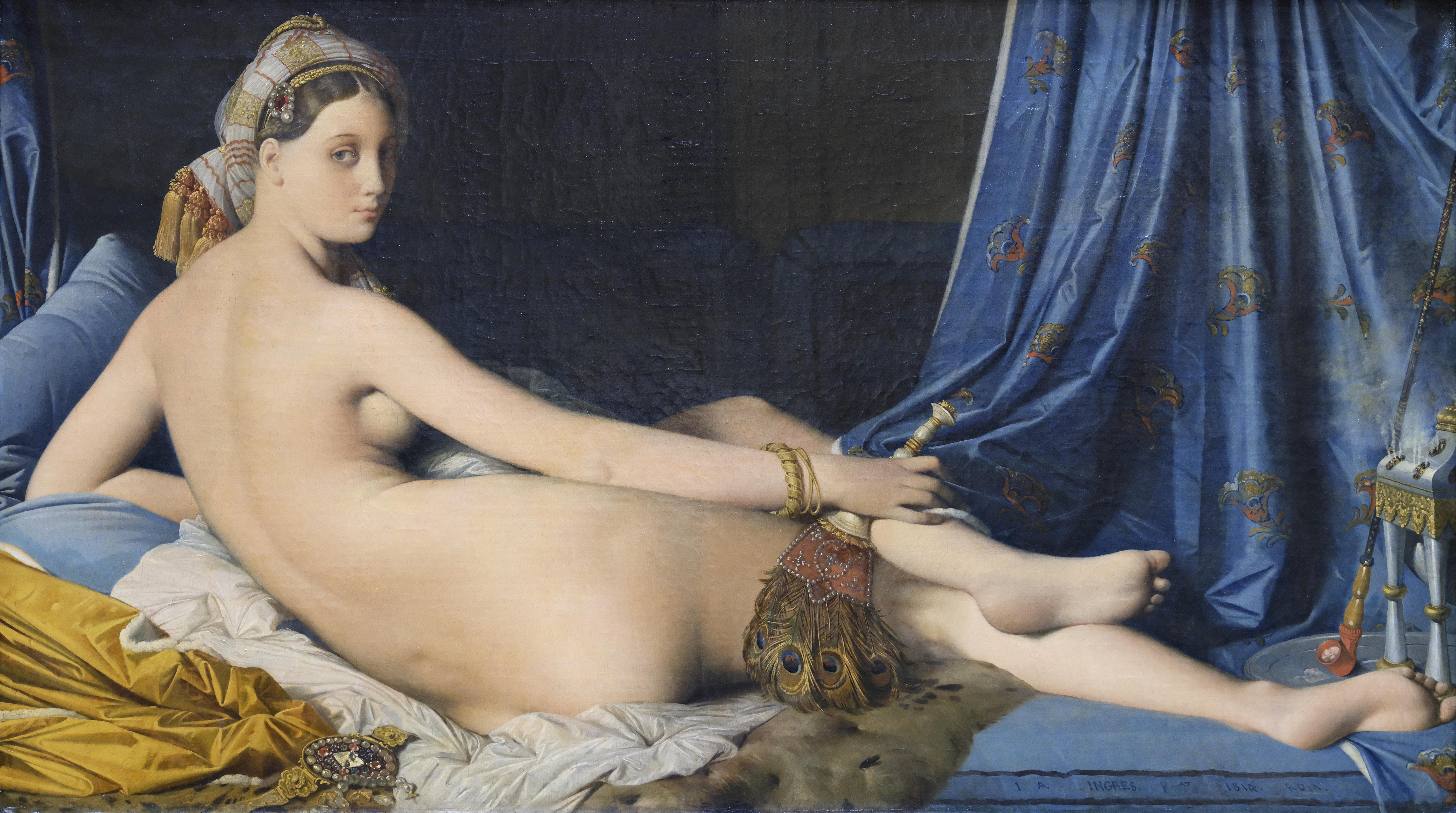
La Grande Odalisque (1814), huile sur toile, 91 × 162 cm, Paris, musée du Louvre.
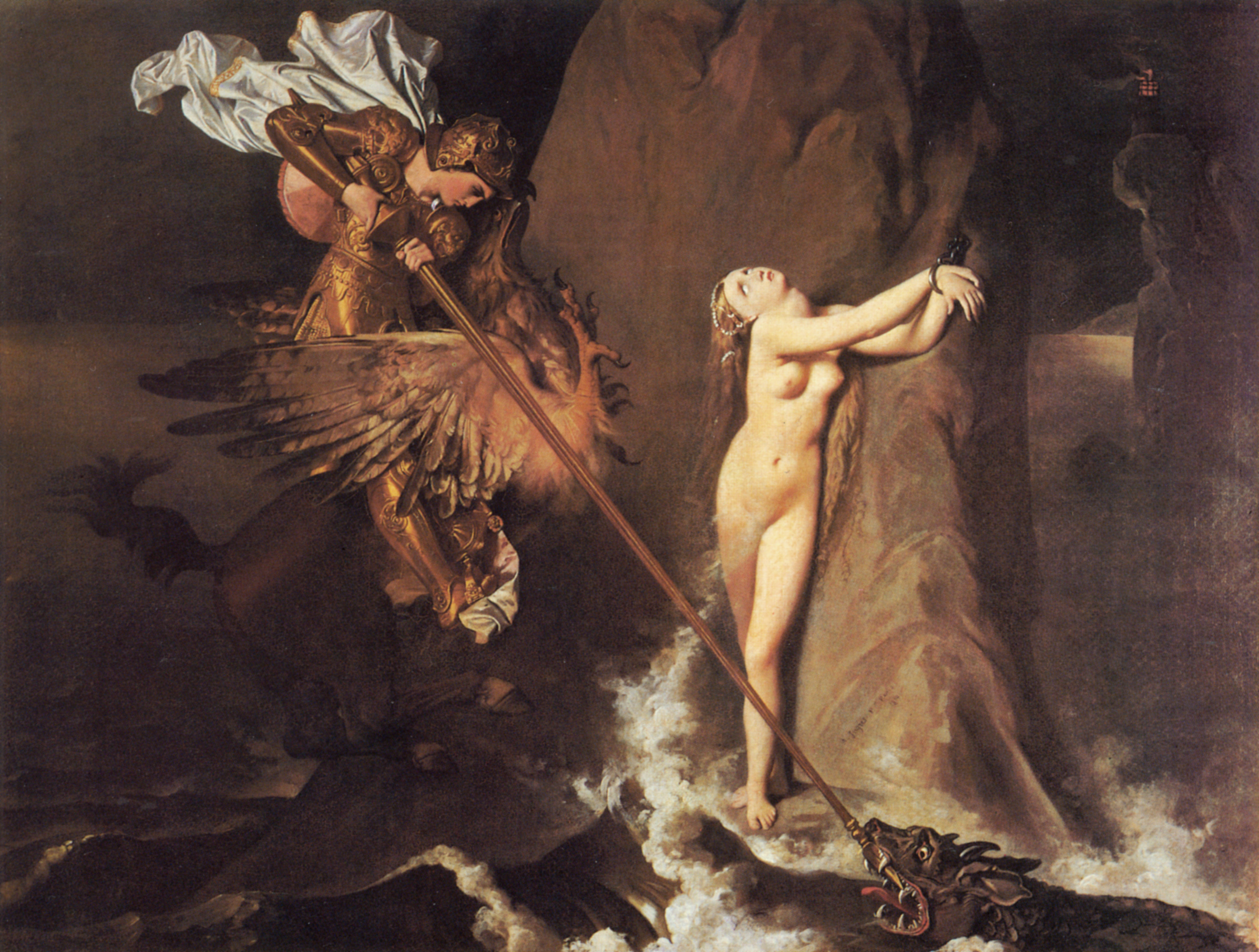
Roger délivrant Angélique (1819), huile sur toile, 147 × 190 cm, Paris, musée du Louvre.
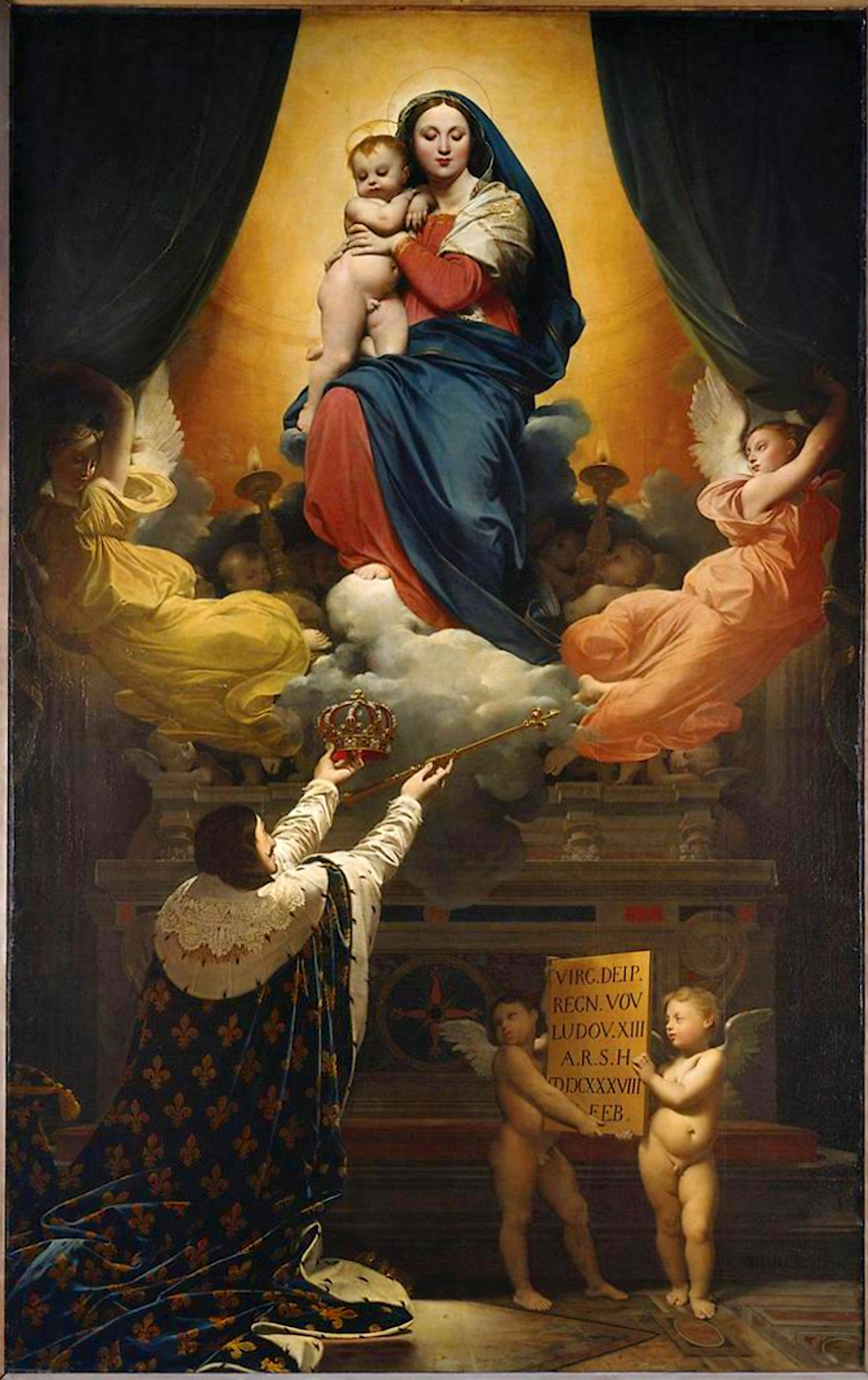
Le Vœu de Louis XIII (1820), Montauban, cathédrale Notre-Dame-de-l'Assomption.
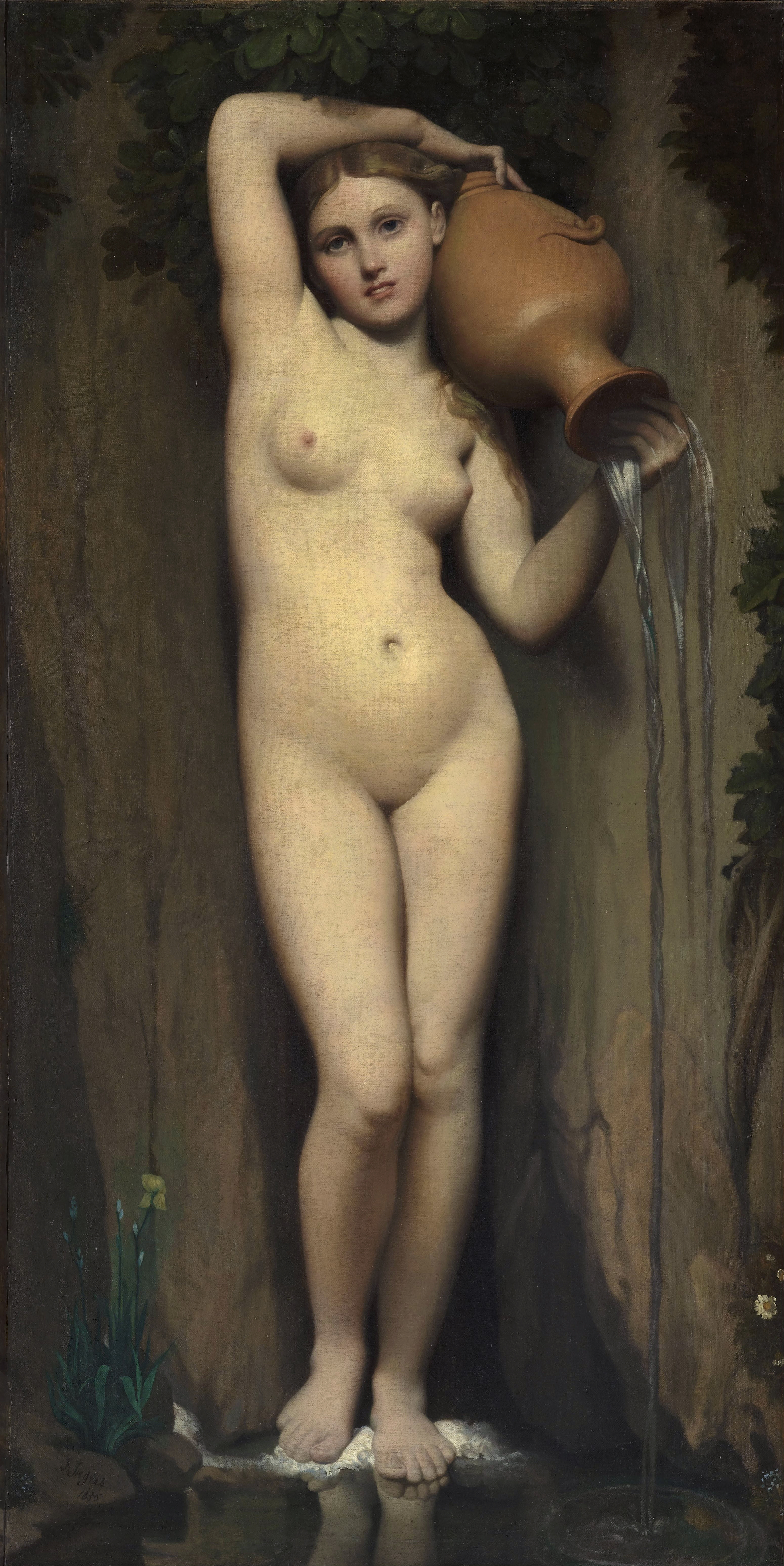
La Source (1820-1856), huile sur toile, 163 × 80 cm, Paris, musée d'Orsay.
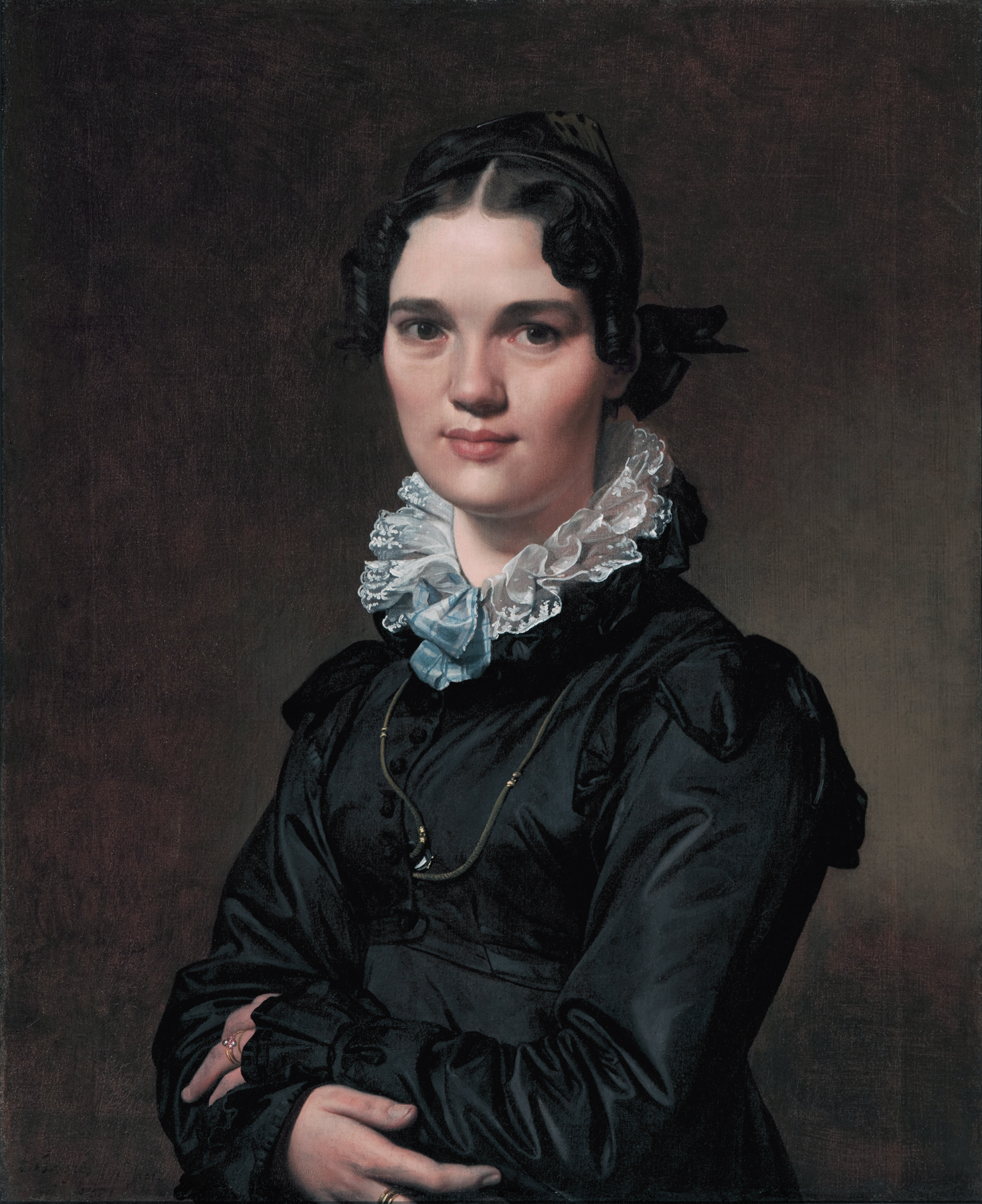
Mademoiselle Jeanne Gonin (1821), Cincinnati, Taft Museum of Art.
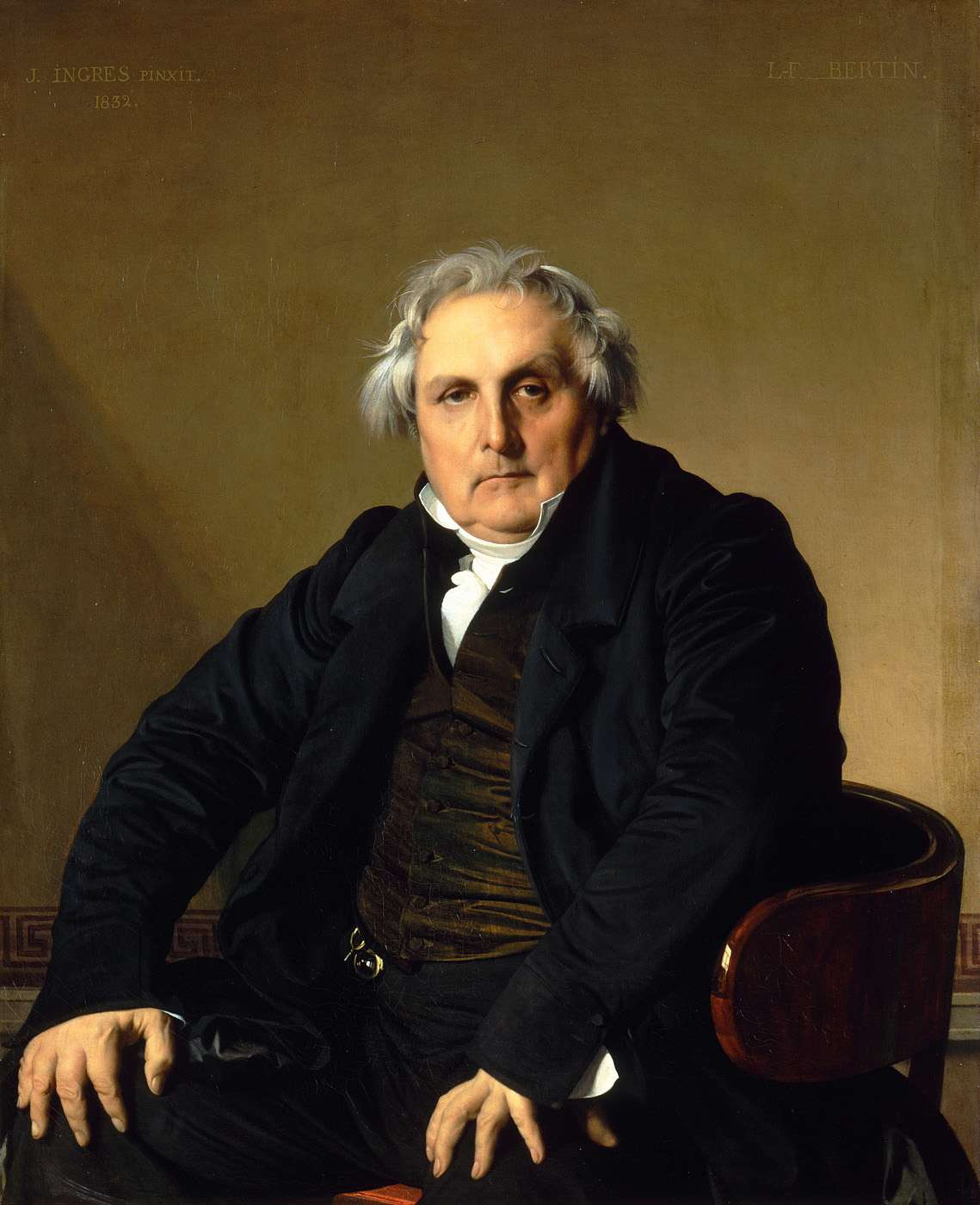
Portrait de monsieur Bertin (1832), huile sur toile, 116 × 95 cm, Paris, musée du Louvre.
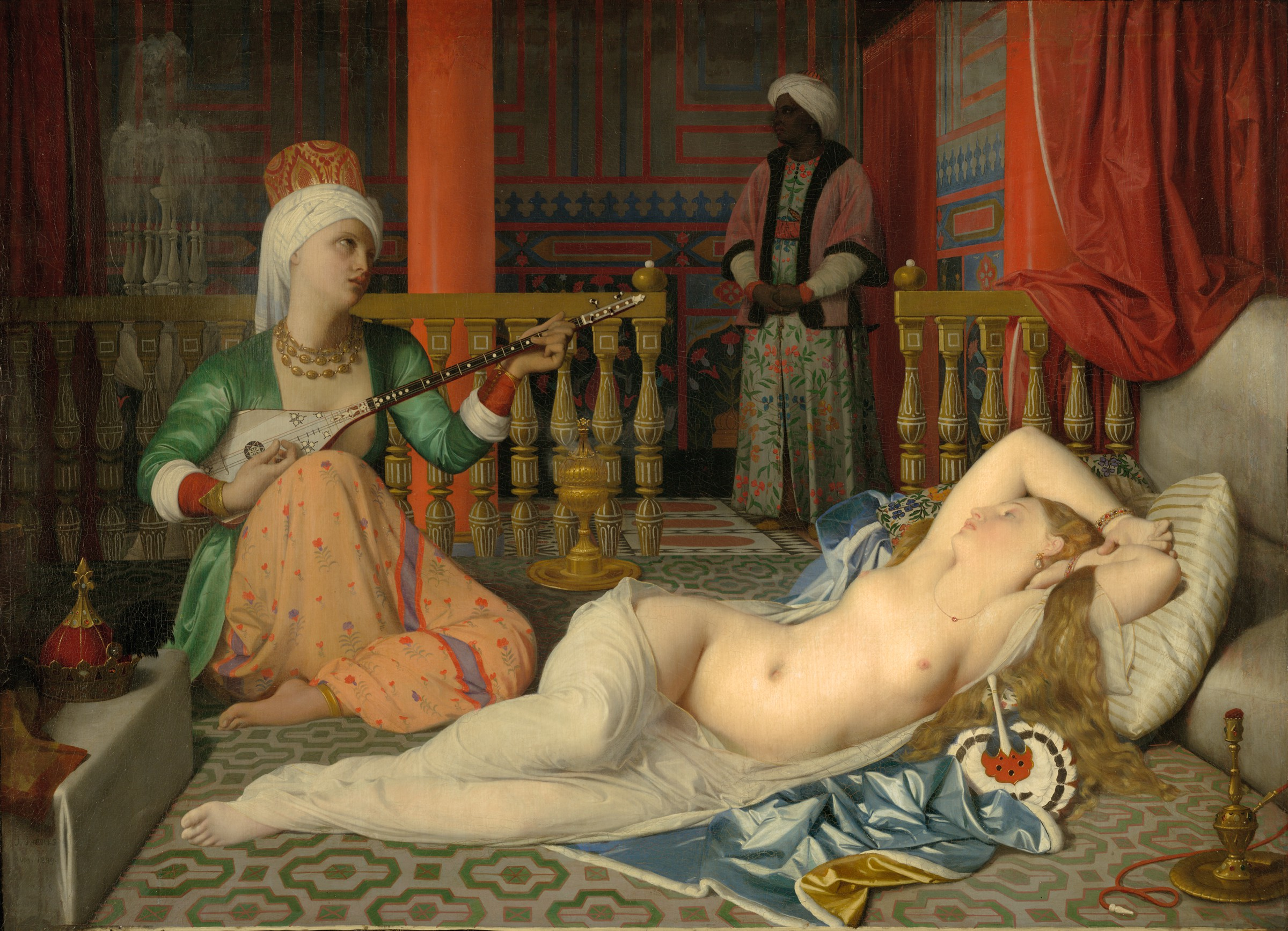
L'Odalisque à l'esclave (1842), huile sur toile, 72 × 100 cm, Cambridge, Fogg Art Museum.
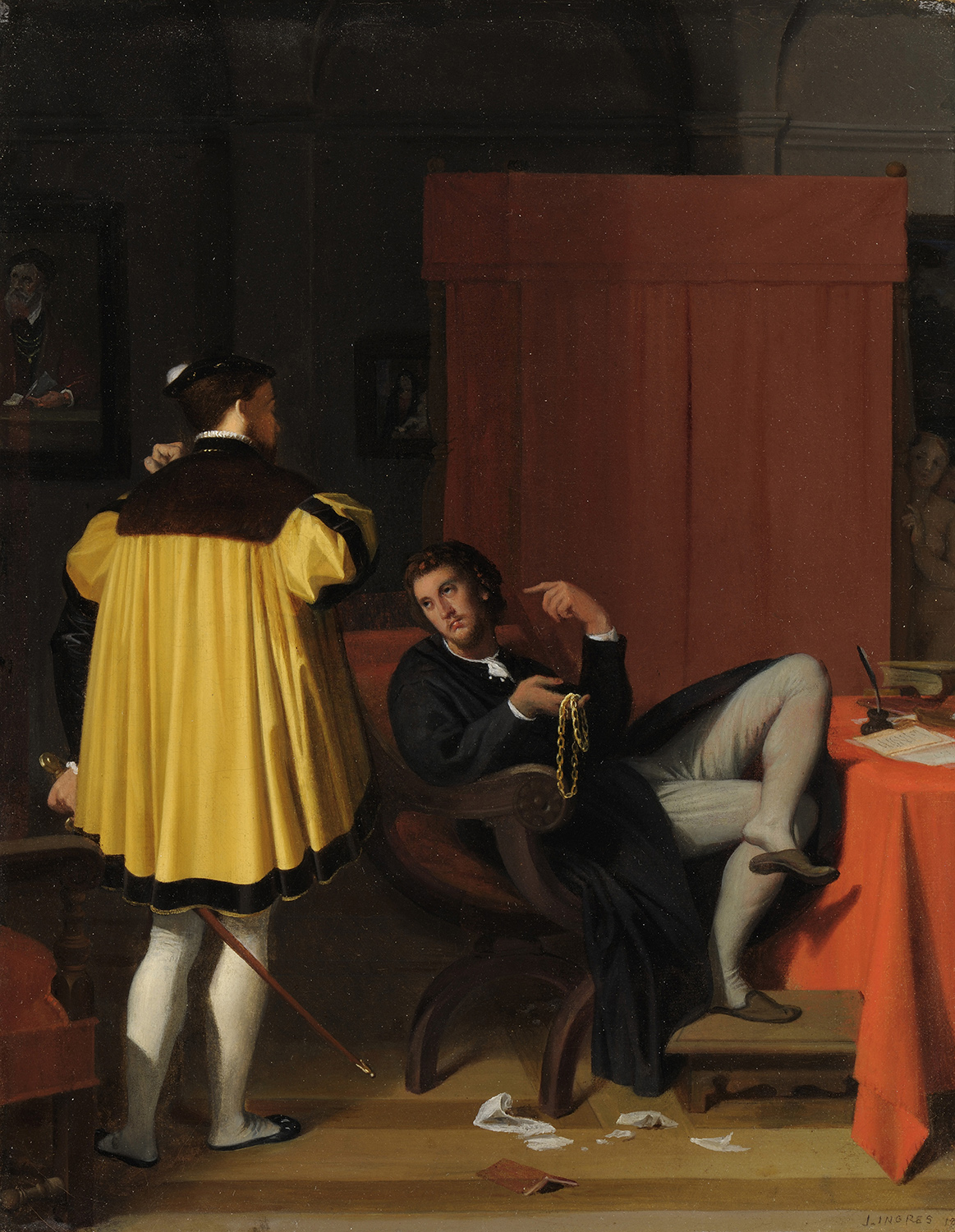
L'Arétin et l'envoyé de Charles Quint (1848), huile sur toile, 41,5 × 32,5 cm, musée des Beaux-Arts de Lyon.
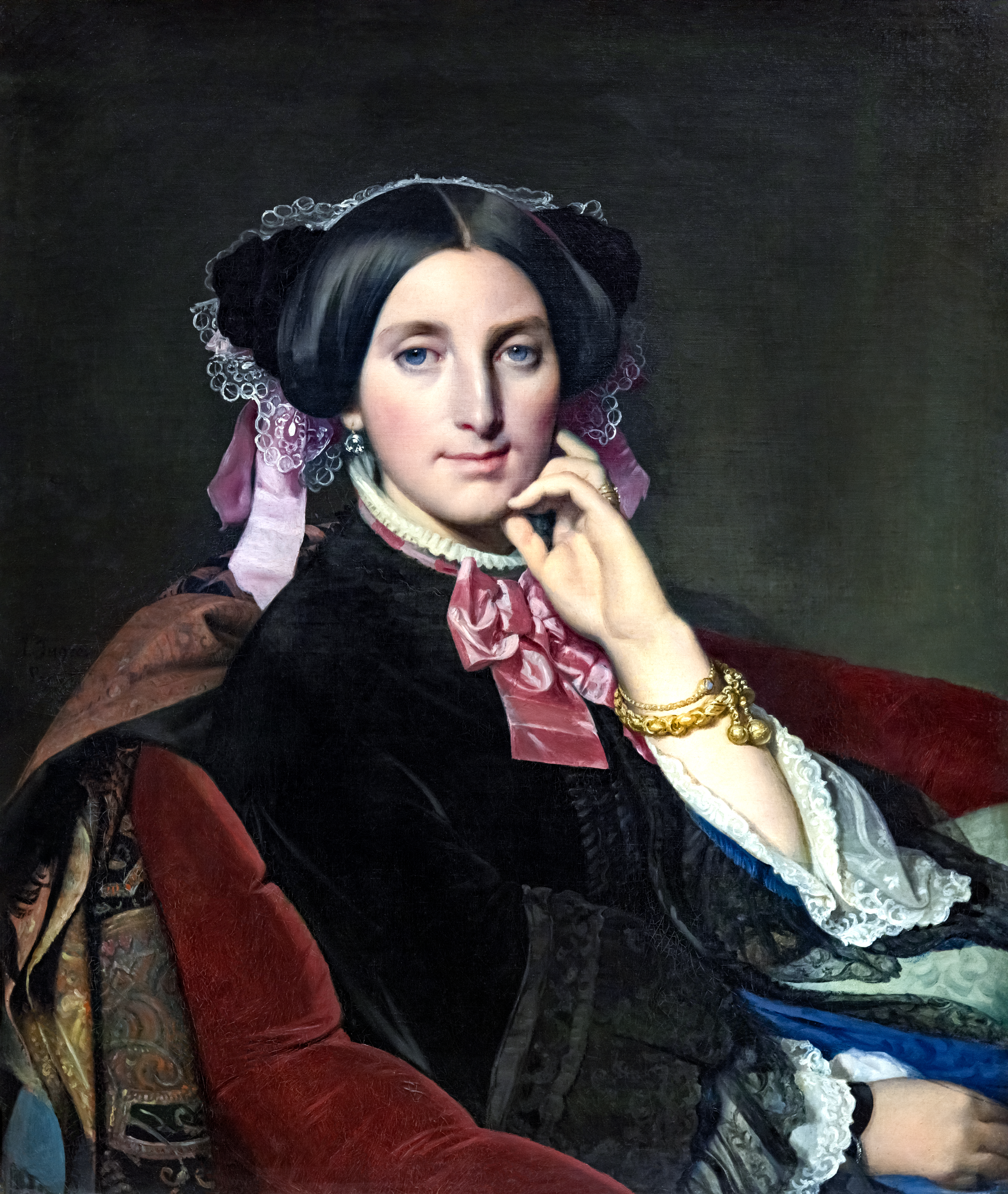
Portrait de Madame Gonse (1852), huile sur toile, 73 × 62 cm, Musée Ingres-Bourdelle Montauban
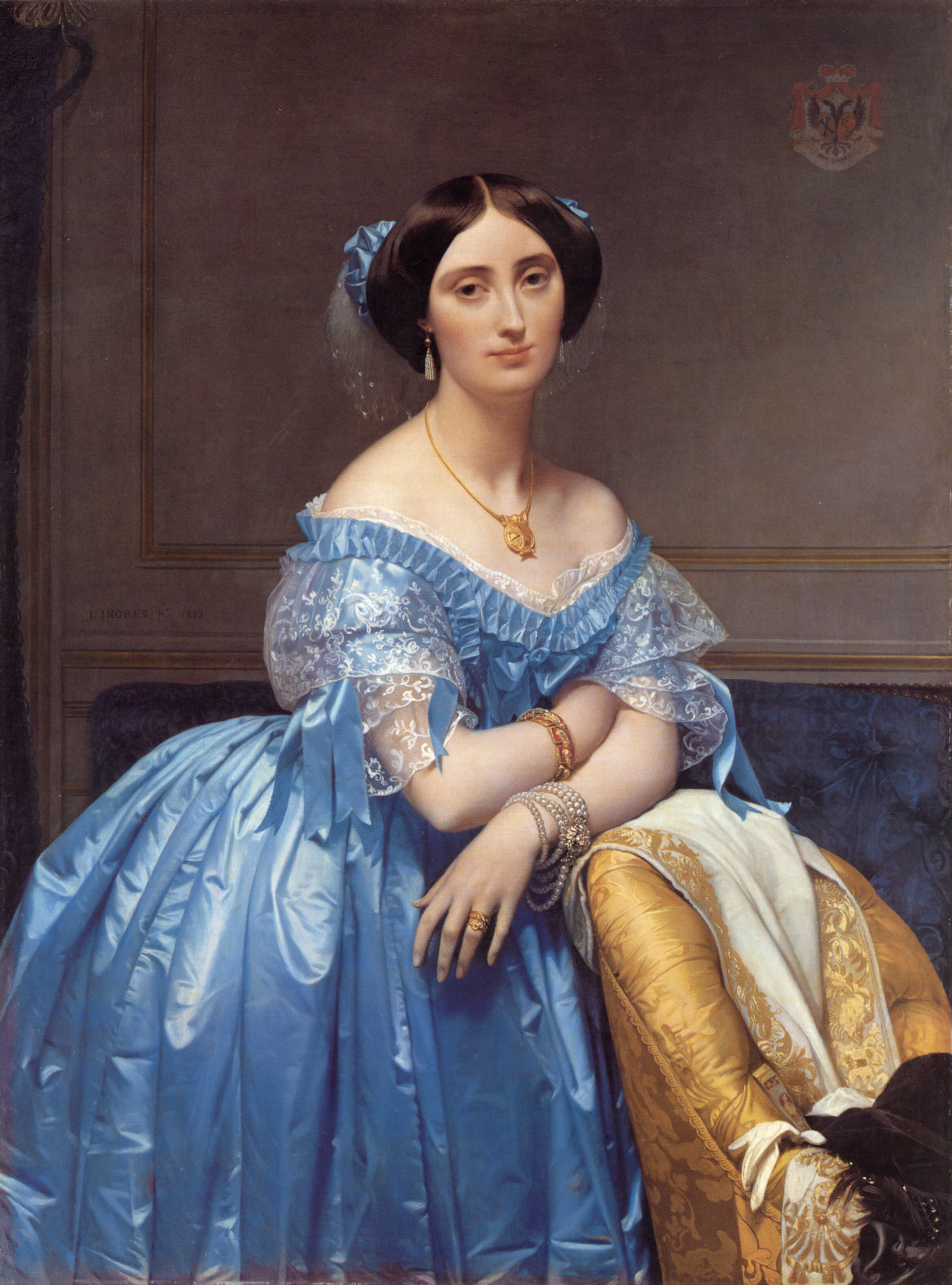
Portrait de la princesse Albert de Broglie (1853), huile sur toile, 121,3 × 90,8 cm, New York, Metropolitan Museum of Art.
Jeanne d’Arc au sacre du roi Charles VII, dans la cathédrale de Reims (1854), huile sur toile, 240 × 178 cm, Paris, musée du Louvre.
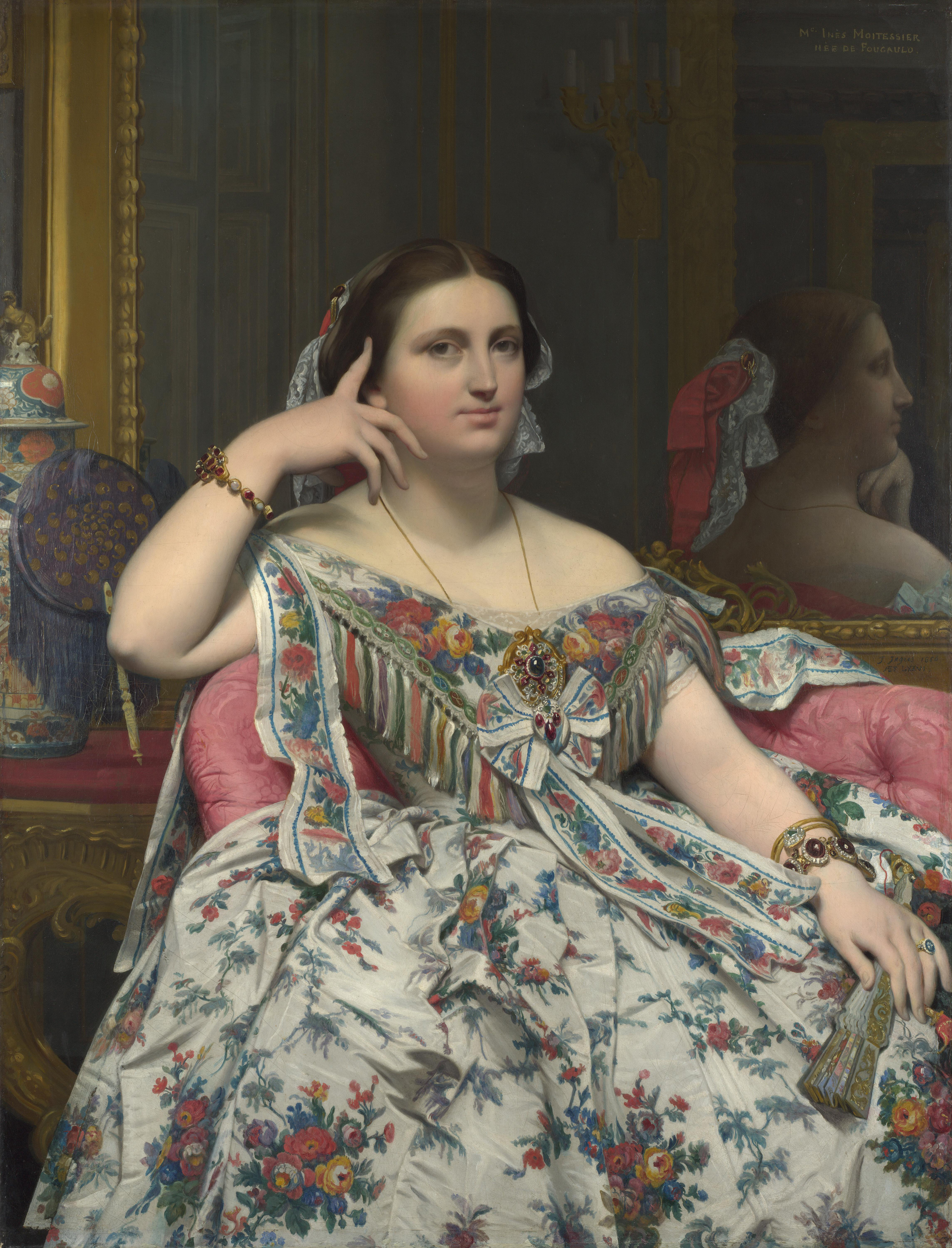
Madame Moitessier (1856), huile sur toile, 120 × 92,1 cm, Londres, National Gallery of Art.
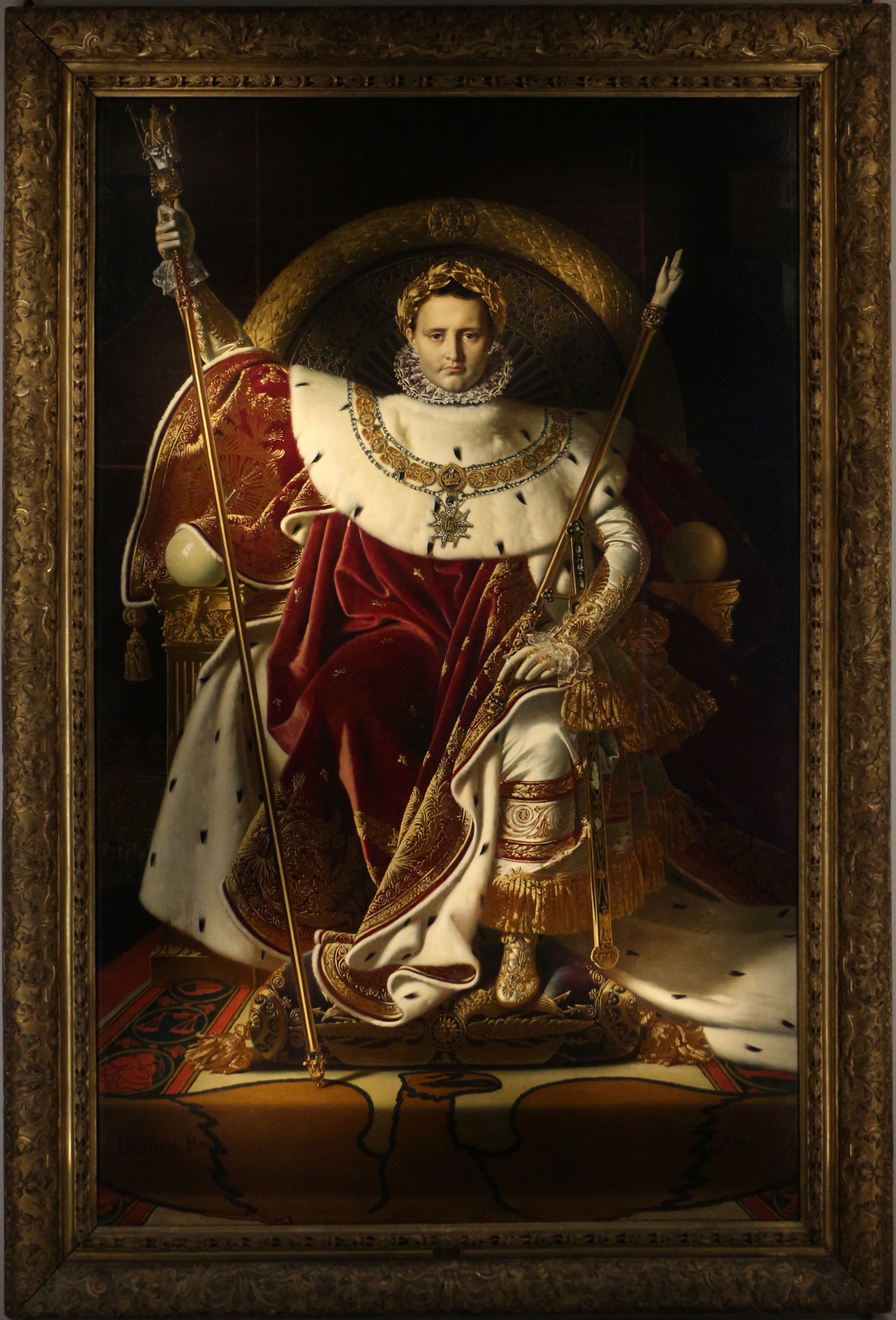
Napoléon Ier sur le trône impérial ou Sa majesté l’Empereur des Français sur son trône (1806), huile sur toile, Paris, musée de l'Armée[99],[100],[101].

## Collections publiques
En Algérie
- Alger : musée national des Beaux-Arts d'Alger.

En Belgique
- Bruxelles : musées royaux des beaux-arts de Belgique.
- Liège : musée des Beaux-Arts.

Aux États-Unis
- New York : Metropolitan Museum of Art.

En France
- Aix-en-Provence (Bouches-du-Rhône) : musée Granet.
- Chantilly (Oise) : musée Condé.
- Bayonne (Pyrénées-Atlantiques) : musée Bonnat-Helleu.
- Grenoble (Isère) : musée de Grenoble.
- Lyon (Rhône) : musée des Beaux-Arts.
- Montauban (Tarn-et-Garonne) : musée Ingres-Bourdelle.
- Montpellier (Hérault) : musée Fabre.
- Nantes : musée d'Arts.
- Paris :
  - musée du Louvre.
  - musée d'Orsay.
  - Petit Palais.

## Expositions
- Une rétrospective Ingres fut présentée au Petit Palais, à Paris, du 27 octobre 1967 au 29 janvier 1968[102].
- Le musée du Louvre à Paris a proposé une rétrospective de l'œuvre du peintre dans le cadre de l'exposition « Ingres », présentée dans le hall Napoléon du 24 février au 15 mai 2006[103]. Une exposition « Ingres et l’Antique » a été présentée du 2 octobre 2006 au 2 janvier 2007 au musée de l'Arles et de la Provence antiques à Arles.
- Du 21 mars au 29 juin 2008, le musée Ingres de Montauban a présenté l'exposition Ingres, Ombres permanentes. Belles feuilles du musée Ingres de Montauban, en automne au musée de la vie romantique à Paris.
- Du 5 février au 31 mai 2009 au musée national des beaux-arts du Québec et du 3 juillet au 4 octobre 2009 au musée Ingres de Montauban, exposition Ingres et les modernes[44].
- « L'invention du passé. Histoires de cœur et d'épée en Europe, 1802-1850 », du 19 avril au 21 juillet 2014, musée des Beaux-Arts de Lyon.
- « Ingres. L'artiste et ses princes », du 3 juin au 1er octobre 2023, au château de Chantilly au musée Condé, salle du Jeu de Paume.

## Documentaire
- 2024 : Le monde dans un tableau épisode Le diamant d'Ingres de Nicolas Autheman

### Iconographie
- Henri Lehmann, Portrait d'Ingres, 1880, Paris, École nationale supérieure des beaux-arts.

#### Bases de données et dictionnaires
- Ressources relatives aux beaux-arts :   - Académie des arts de Berlin
  - Académie des beaux-arts
  - AGORHA
  - Art Institute of Chicago
  - Art UK
  - Auckland Art Gallery
  - Bénézit
  - Bridgeman Art Library
  - British Museum
  - Grove Art Online
  - J. Paul Getty Museum
  - Kunstindeks Danmark
  - Musée d'art Nelson-Atkins
  - Musée d'Orsay
  - Musée des beaux-arts du Canada
  - Musée national du Victoria
  - Museum of Modern Art
  - MutualArt
  - National Gallery of Art
  - National Portrait Gallery
  - Nationalmuseum
  - RKDartists
  - Royal Academy of Arts
  - Te Papa Tongarewa
  - Union List of Artist Names
- Ressources relatives à la recherche :   - Académie royale de Belgique
  - Persée
- Ressources relatives à la vie publique :   - base Léonore
  - Sénat
- Ressources relatives à la musique :   - Discogs
  - MusicBrainz
- Ressource relative à la littérature :   - Internet Speculative Fiction Database
- Ressource relative à plusieurs domaines :   - Radio France
- Notices dans des dictionnaires ou encyclopédies généralistes :   - Britannica
  - Brockhaus
  - Den Store Danske Encyklopædi
  - Deutsche Biographie
  - Enciclopedia italiana
  - Gran Enciclopèdia Catalana
  - Hrvatska Enciklopedija
  - Internetowa encyklopedia PWN
  - Nationalencyklopedin
  - Proleksis enciklopedija
  - Store norske leksikon
  - Treccani
  - Universalis
  - Visuotinė lietuvių enciklopedija
- Notices d'autorité :   - VIAF
  - ISNI
  - BnF (données)
  - IdRef
  - LCCN
  - GND
  - Italie
  - Japon
  - CiNii
  - Espagne
  - Belgique
  - Pays-Bas
  - Pologne
  - Israël
  - NUKAT
  - Catalogne
  - Suède
  - Vatican